# Politique environnementale des États-Unis

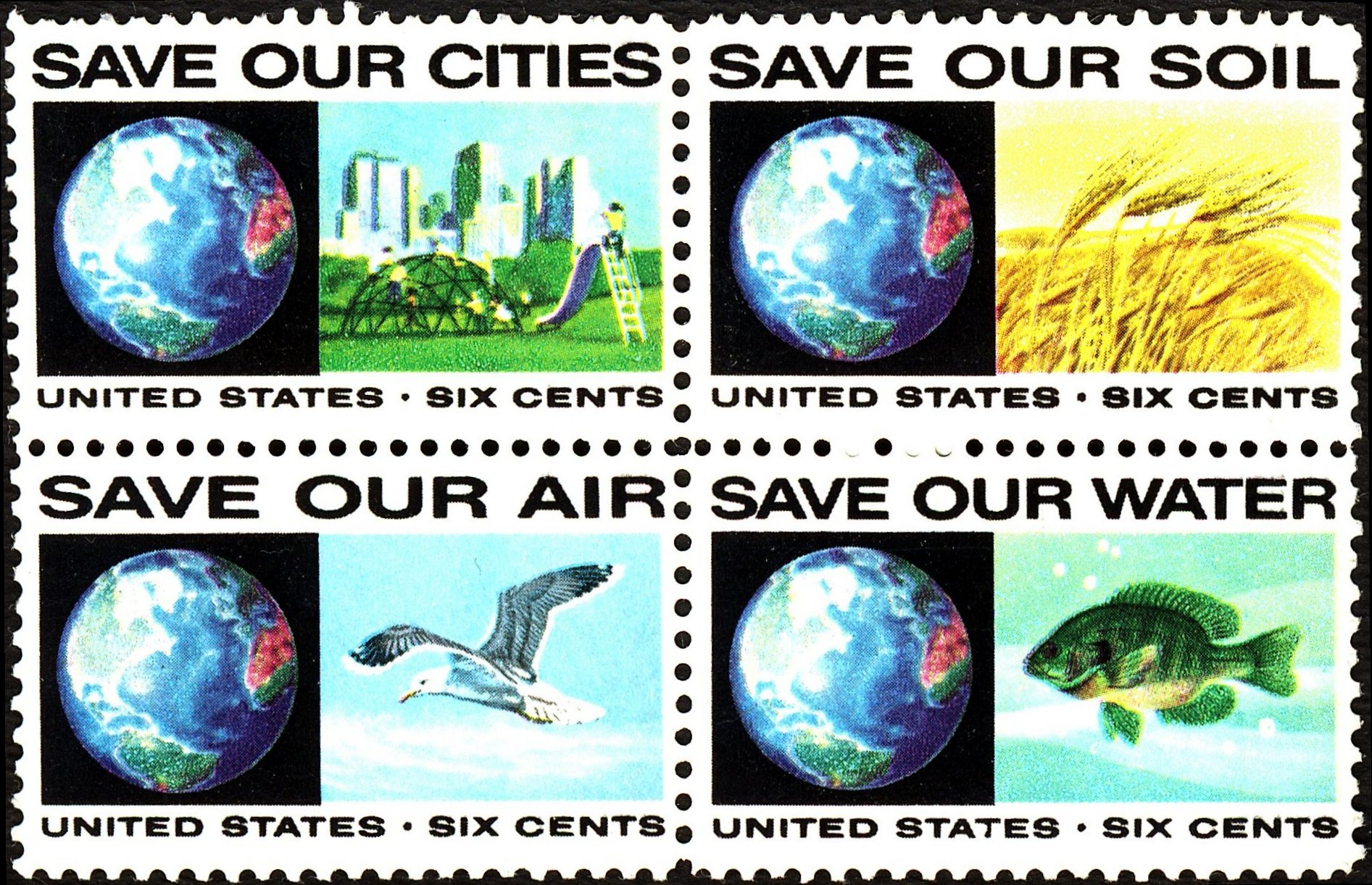
Timbres américains de 1970.

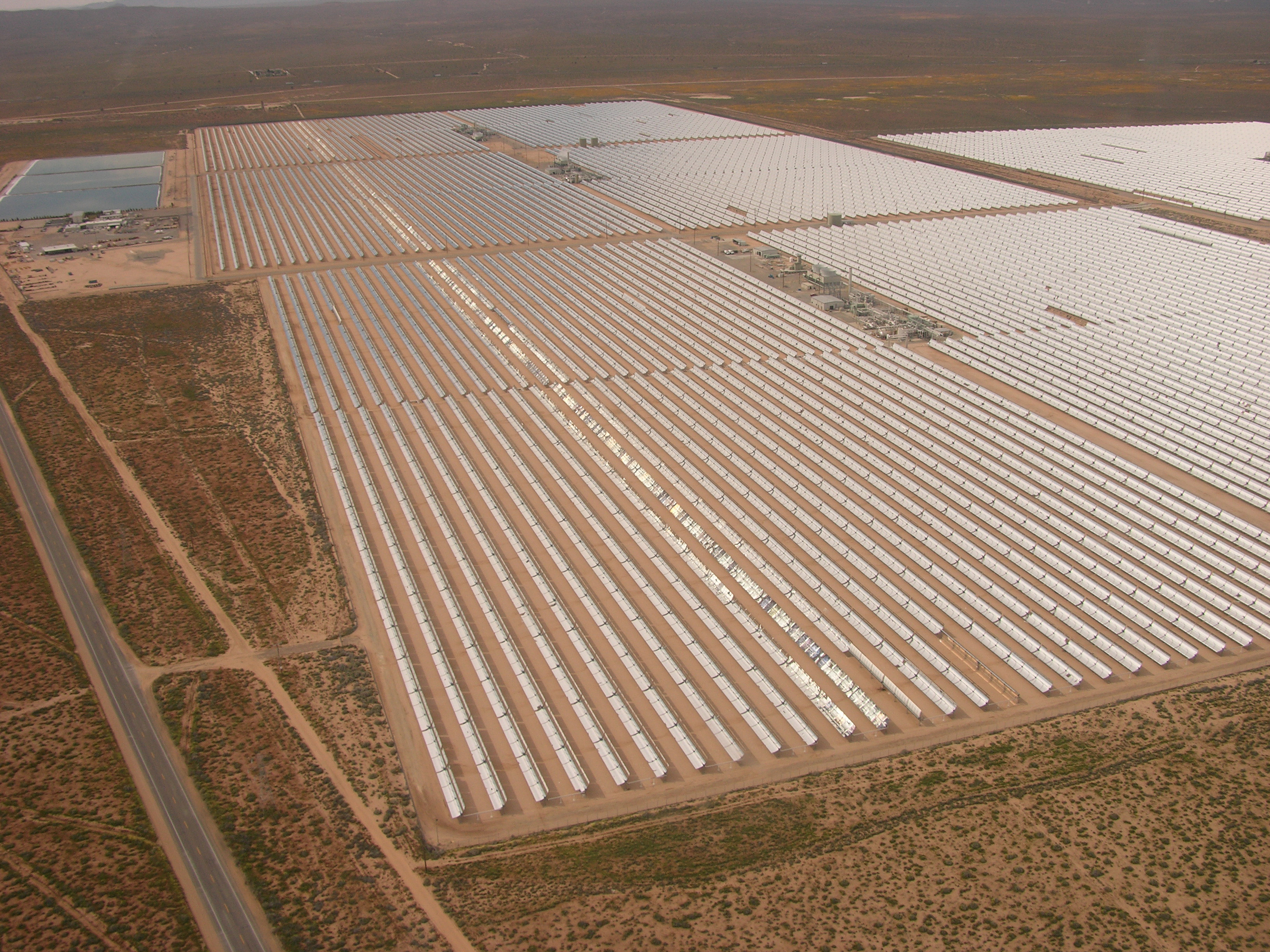
Vue aérienne d'une centrale électrique solaire en Californie (Kramer Junction).

Cet article décrit la politique environnementale des États-Unis, c'est-à-dire l'ensemble des lois et des décisions politiques à différents échelons (État fédéral, États fédérés et échelon local) ayant des conséquences, positives ou négatives, sur l'environnement. La protection de l'environnement aux États-Unis consiste à prendre des mesures pour limiter ou éliminer l'impact négatif des activités de l'Homme sur son environnement ; elle est du ressort du pouvoir politique, mais aussi d'autres acteurs comme les entreprises, les associations, les individus. Dans cet article ne seront abordés que les décisions politiques concernant l'environnement aux États-Unis.

## Protection de la nature

### Parcs nationaux

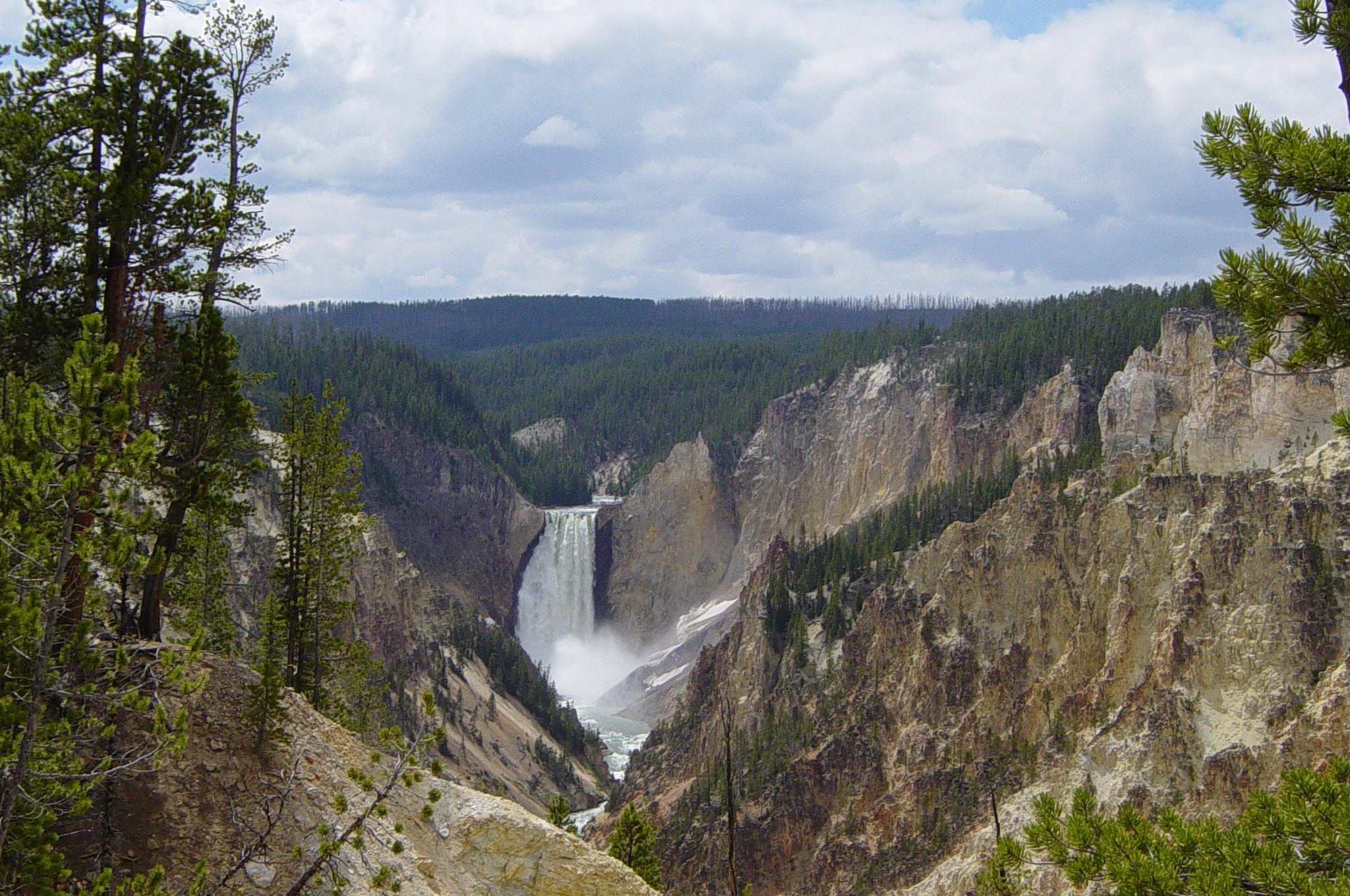
Parc national de Yellowstone.

Le premier parc national, instauré aux États-Unis, est le parc national de Yellowstone (en 1872). En 1890, la frontière est officiellement fermée et le Yosemite Act reconnaît le besoin de protéger les espaces naturels, en particulier à l'Ouest. En 2020, Le pays compte 62 parcs nationaux ; le National Park Service gère 419 parcs et réserves et emploie plus de 20 000 salariés aux États-Unis ainsi que 315 000 bénévoles. Tous les parcs et aires protégées du NPS sur l'ensemble du territoire ont accueilli 318 000 visiteurs en 2018. Ils couvrent une superficie totale de 34,4 millions d’hectares (344 000 km2) soit environ 28 % du territoire américain. Le Wrangell-St. Elias National Park and Preserve, en Alaska couvre quelque 53 418 km2 soit une superficie plus grande que celle des Pays-Bas.

### Forêts

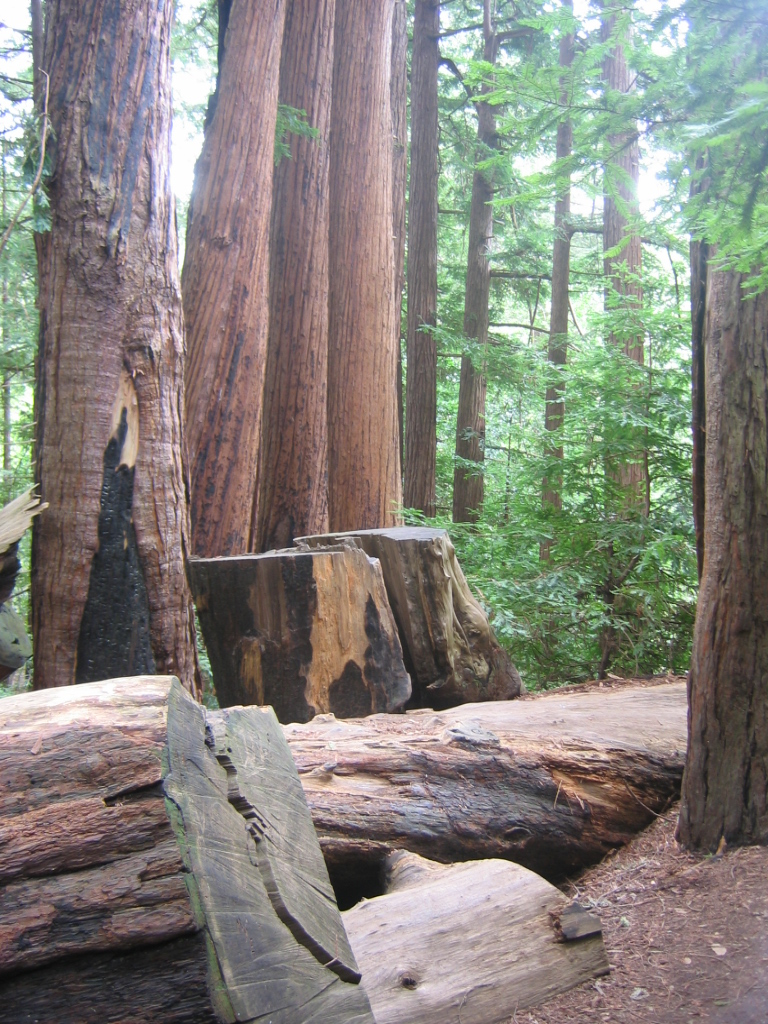
Pfeiffer Big Sur State Park, Californie.

Classement des dix plus grands pays par la forêt en 2005.

La protection des forêts américaines est une préoccupation ancienne : en 1887, le gouvernement crée le Forest Bureau au sein du département de l'Agriculture. En 1891, sept millions d'hectares sont déjà préservés et le président peut classer des zones en « Forest Reserves » qui deviendront plus tard les « National Forests ».
L'espace forestier public, qui représente un tiers des forêts du pays, est géré par le Service des forêts des États-Unis, créé sous la présidence de Theodore Roosevelt, au début du XXe siècle, afin d'améliorer la gestion des forêts dans le domaine public. Cette agence fédérale a été créée en 1905 et emploie aujourd'hui près de 30 000 personnes. Il est par la suite rattaché au département de l'Agriculture. Il joua un grand rôle pendant la Grande Dépression et la Seconde Guerre mondiale et appliqua les méthodes du productivisme scientifique.
Le Civilian Conservation Corps (CCC, Corps civil de protection de l'environnement) était un programme créé pendant le New Deal (1933) par le président des États-Unis Franklin D. Roosevelt, qui était attentif aux problèmes environnementaux. Grâce à des travaux de reboisement, de lutte contre l'érosion et les inondations, ce programme financé par des bons du Trésor permit l'embauche de milliers de jeunes chômeurs dans tout le pays.
Pendant les Trente Glorieuses, la consommation de bois augmente et les forêts américaines deviennent des espaces de loisir et de récréation, dans la droite ligne de l'esprit pionnier et du Mutiple Use Sustained Yield Act de 1960. Devant la pression des protecteurs de la nature, notamment du Sierra Club, le Congrès vote le Wilderness Act (1964) qui crée des zones totalement protégées des activités humaines. Le Forest Service doit abandonner 20 % de ses forêts publiques. En 1976, le National Forest Management Act essaie de concilier les intérêts industriels et la protection de la nature. Sous la présidence de Ronald Reagan, la production de bois repart à la hausse, notamment dans les États du Nord-Ouest. La loi sur la protection de la chouette tachetée permet de stopper les coupes massives : dans les années 1990, la vente de bois des forêts fédérales chute de 70 %. Aujourd'hui, les forêts couvrent 226 millions d'hectares dont 75 millions sont protégés des coupes illégales. Les neuf bureaux régionaux du NFS gèrent 155 forêts.
Les États-Unis utilisent beaucoup le bois comme matériau de construction dans l'architecture civile (green houses) car ses qualités sont nombreuses.

### Législation fédérale

Logo de l'Environmental Protection Agency.

Les années 1960 et 1970 voient une prise de conscience des problèmes écologiques et des gaspillages aux États-Unis : la biologiste américaine Rachel Carson (1907-1964) publie en 1962 Silent Spring (Le Printemps silencieux), qui accuse certains pesticides d'être dangereux pour les oiseaux et pour l'homme. Rachel Carson a été auditionnée par le Congrès après la publication de son livre, qui aurait contribué à lancer le mouvement écologiste dans le monde. Celui-ci a eu une très forte influence aux États-Unis où il a poussé les élus à établir de nouvelles lois sur l'autorisation des pesticides.
La protection de l'environnement aux États-Unis repose sur la réglementation par l’État (généralement désignée sous le nom de command and control) : elle est le fondement de la plupart des grandes lois de protection de l’environnement votées durant l’âge d’or législatif de l’environnementalisme américain dans les années 1960 et 1970. Elle se combine avec le rôle de l’EPA, créée en 1970 sous l'impulsion du président Richard Nixon pour permettre à l’État fédéral américain d'appliquer la politique de lutte contre la pollution.
La taxe carbone a également été envisagée à la fin des années 1990, sur la base des travaux de l’économiste William Nordhaus. Elle a été brièvement mise en avant par l’administration Clinton à ses débuts. Aujourd'hui, le principe de la taxe carbone a des soutien dans le monde universitaire et parmi les experts en politique publique. En février 2017, alors que Donald Trump vient de nommer Scott Pruitt, climatosceptique notoire, à la tête de l'agence fédérale de défense de l'environnement (EPA), un groupe de Républicains, parmi lesquels les anciens Secrétaires d'état James Baker et George Shultz ainsi que l'ancien secrétaire au Trésor Henry Paulson, lance le Climate Leadership Council qui propose l'instauration d'une taxe carbone (baptisée carbon dividends), fixée à 40 dollars par tonne de CO2, puis appelée à augmenter progressivement, et dont les recettes permettraient de distribuer un revenu identique à tous les Américains quels que soient leurs revenus, d'un montant de 2 000 $ par an pour une famille de quatre personnes,.
Quelques lois pour la sauvegarde de l'environnement aux États-Unis :
- La Loi nationale sur l'environnement (National Environmental Policy Act ou NEPA) a été signée le 1er janvier 1969 par le président Lyndon B. Johnson. Elle contraint les organismes fédéraux à préserver les écosystèmes lors de la construction de bâtiments ou d'infrastructures nationales ; la Environmental Protection Agency est instaurée.
- La loi sur les espèces en danger (Endangered Species Act ou ESA) a été adoptée en 1973 afin de protéger les animaux menacés d'extinction, mais aussi les écosystèmes fragilisés par les activités humaines. Deux agences fédérales sont chargées de la faire respecter : le United States Fish and Wildlife Service et les NOAA Fisheries pour les espèces aquatiques, créée en 1970, quatre ans après la loi Magnuson–Stevens sur la gestion et la conservation des ressources halieutiques. La loi ESA de 1973 a été votée au moment où les États-Unis signaient la Convention sur le commerce international des espèces de faune et de flore sauvages menacées d'extinction. Le 27 décembre 2007, le département des États-Unis propose d'inscrire l'ours polaire sur la liste des espèces animales en danger[13].
- Lois contre les dégazages sauvages en mer :
  - Le 26 septembre 2005, la compagnie Moller-Maersk a été condamnée à payer une amende de 500 000 dollars après avoir rejeté des hydrocarbures en mer.

| 1955 | Air Pollution Control Act                                                              | Air                                                                                   | PL 84-159  |      |                                              |        |           |
| 1963 | Clean Air act                                                                          | Air                                                                                   | PL 88-206  |      |                                              |        |           |
| 1965 | Motor Vehicle Air Pollution Control Act                                                | Air                                                                                   | PL 89-272  |      |                                              |        |           |
| 1966 | Clean Air Act Amendments of 1966                                                       | Air                                                                                   | PL 89-675  |      |                                              |        |           |
| 1967 | Air Quality Act                                                                        | Air                                                                                   | PL 90-148  |      |                                              |        |           |
| 1969 | National Environmental Policy Act                                                      | Air                                                                                   | PL 91-190  |      |                                              |        |           |
| 1970 | Clean Air Act Extension                                                                | Air                                                                                   | PL 91-604  |      |                                              |        |           |
| 1976 | Toxic Substances Control Act                                                           | Air                                                                                   | PL 94-469  |      |                                              |        |           |
| 1977 | Clean Air Act Amendments of 1977                                                       | Air                                                                                   | PL 95-95   |      |                                              |        |           |
| 1990 | Clean Air Act Amendments of 1990                                                       | Air                                                                                   | PL 101-549 |      |                                              |        |           |
| 1948 | Water Pollution Control Act                                                            | Océans, mers, fleuves                                                                 | PL 80-845  |      |                                              |        |           |
| 1965 | Water Quality Act                                                                      | Océans, mers, fleuves                                                                 | PL 89-234  |      |                                              |        |           |
| 1966 | Clean Waters Restoration Act                                                           | Océans, mers, fleuves                                                                 | PL 89-753  |      |                                              |        |           |
| 1969 | National Environmental Policy Act                                                      | Océans, mers, fleuves                                                                 | PL 91-190  |      |                                              |        |           |
| 1970 | Water Quality Improvement Act                                                          | Océans, mers, fleuves                                                                 | PL 91-224  |      |                                              |        |           |
| 1972 | Water Pollution Control Act                                                            | Océans, mers, fleuves                                                                 | PL 92-500  |      |                                              |        |           |
| 1974 | Safe Drinking Water Act                                                                | Océans, mers, fleuves                                                                 | PL 93-523  |      |                                              |        |           |
| 1976 | Toxic Substances Control Act                                                           | Océans, mers, fleuves                                                                 | PL 94-469  |      |                                              |        |           |
| 1976 | Loi Magnuson–Stevens sur la gestion et la conservation des ressources halieutiques     | Océans, mers, fleuves (pêche)                                                         |            |      |                                              |        |           |
| 1977 | Clean Water Act                                                                        | Océans, mers, fleuves                                                                 | PL 95-217  |      |                                              |        |           |
| 1987 | Water Quality Act                                                                      | Océans, mers, fleuves                                                                 | PL 100-4   |      |                                              |        |           |
| 1918 | Migratory Bird Treaty Act                                                              | Nature                                                                                |            |      |                                              |        |           |
| 1934 | Migratory Bird Hunting Stamp Act                                                       | Nature (préservation des zones humides)                                               | -          | 1964 | Wilderness Act of 1964                       | Nature | PL 88-577 |
| 1968 | Scenic Rivers Preservation Act                                                         | Nature                                                                                | PL 90-542  |      |                                              |        |           |
| 1969 | National Environmental Policy Act                                                      | Nature                                                                                | PL 91-190  |      |                                              |        |           |
| 1970 | Wilderness Act of 1970                                                                 | Nature                                                                                | PL 91-504  |      |                                              |        |           |
| 1977 | Surface Mining Control and Reclamation Act                                             | Nature                                                                                | PL 95-87   |      |                                              |        |           |
| 1978 | Wilderness Act of 1978                                                                 | Nature                                                                                | PL 98-625  |      |                                              |        |           |
| 1980 | Alaska Land Protection Act                                                             | Nature                                                                                | PL 96-487  |      |                                              |        |           |
| 1994 | California Desert Protection Act                                                       | Nature                                                                                | PL 103-433 |      |                                              |        |           |
| 1946 | Coordination Act                                                                       | Espèces en voie d'extinction                                                          | PL 79-732  |      |                                              |        |           |
| 1966 | Endangered Species Preservation Act                                                    | Espèces en voie d'extinction                                                          | PL 89-669  |      |                                              |        |           |
| 1969 | Endangered Species Conservation Act                                                    | Espèces en voie d'extinction                                                          | PL 91-135  |      |                                              |        |           |
| 1972 | Marine Mammal Protection Act                                                           | Espèces en voie d'extinction                                                          | PL 92-522  |      |                                              |        |           |
| 1973 | Endangered Species Act of 1973                                                         | Espèces en voie d'extinction                                                          | PL 93-205  |      |                                              |        |           |
| 1965 | Solid Waste Disposal Act                                                               | Divers                                                                                | PL 89-272  |      |                                              |        |           |
| 1969 | National Environmental Policy Act                                                      | Divers                                                                                | PL 91-190  |      |                                              |        |           |
| 1970 | Resource Recovery Act                                                                  | Divers                                                                                | PL 91-512  |      |                                              |        |           |
| 1976 | Resource Conservation and Recovery Act                                                 | Divers                                                                                | PL 94-580  |      |                                              |        |           |
| 1980 | Comprehensive Environmental Response, Compensation, and Liability Act ("Superfund")    | Divers                                                                                | PL 96-510  |      |                                              |        |           |
| 1982 | Nuclear Waste Repository Act                                                           | Divers                                                                                | PL 97-425  |      |                                              |        |           |
| 1982 | Hazardous and Solid Wastes Amendments Act                                              | Divers                                                                                | -          | 1986 | Superfund Amendments and Reauthorization Act | Divers | PL 99-499 |
| 1990 | Oil Pollution Act 1990                                                                 | transport d'hydrocarbures (loi adoptée à la suite de la catastrophe de l'Exxon Valdez |            |      |                                              |        |           |
| 2002 | Small Business Liability Relief and Brownfields Revitalization Act ("Brownfields Law") | Divers                                                                                | PL 107-118 |      |                                              |        |           |
| 1972 | Federal Environmental Pesticide Control Act                                            | Divers                                                                                | PL 92-516  |      |                                              |        |           |
| 1972 | Ocean Dumping Act                                                                      | Océans, mers, fleuves                                                                 |            |      |                                              |        |           |

## Lutte contre le réchauffement climatique
Les émissions de gaz à effet de serre des États-Unis sont en rapport avec les distances qui séparent les grandes villes, l'étalement urbain des métropoles, la relative faiblesse de l'utilisation des transports en commun et les aléas climatiques : lorsque l'hiver est moins froid dans le Nord du pays, les émissions de dioxyde de carbone diminuent. Elles dépendent également du prix du pétrole : lorsque ceux-ci augmentent, les centrales thermiques se tournent vers le gaz dont la combustion émet moins de CO2. D'après l'EPA, les émissions de GES ont baissé de 1,1 % en 2006 aux États-Unis, le Texas étant dans le peloton de tête des États polluants.
Malgré les difficultés de l'adoption d'une politique fédérale de lutte contre le réchauffement climatique, liée au refus de ratifier le protocole de Kyoto et due à un climatoscepticisme qui fait des États-Unis une exception parmi les pays développés, certains États, dont en particulier le Massachusetts et l'État de Washington, ont mis en place certaines mesures. D'autres, comme l'Arizona de Jan Brewer, ont pris des mesures ambiguës. D'autres initiatives ont échoué : ainsi, la Commission législative sur le Global Climate Change mise en place par le gouverneur de la Caroline du Nord Mike Easley en 2005 et qui a publié un rapport en 2009, a été paralysée par l'opposition de l'industrie.
Le « Clean Power Plan » de Barack Obama, adopté en 2015 pour réduire drastiquement les émissions de carbone, devait avoir pour bras armé l'EPA. Le plan avait d'abord été bloqué, avant de subir de sérieuses restrictions sous Donald Trump. 19 États républicains menés par la Virginie-Occidentale, ainsi que l'industrie minière, avaient demandé à la Cour suprême d'intervenir et de préciser le rôle de l'agence. Le 30 juin 2022, la Cour suprême a fortement réduit la capacité de l'EPA à réguler les émissions de carbone des usines, contredisant sa propre décision de 2007, qui avait jugé que l'EPA était compétente pour réguler les émissions de gaz responsables du réchauffement climatique. Ce jugement laisse aux États le pouvoir de réguler les émissions. Entre 2000 et 2022, les émissions de CO2 ont baissé de 20 % aux États-Unis. En 2024, douze États sur 50 produisent plus de la moitié de leur énergie avec des énergies renouvelables.
L’Infrastructure Investment and Jobs Act, promulgué le 11 novembre 2021, prévoit de nombreux investissements pour moderniser les transports en commun (par exemple l'électrification des bus scolaires), soutenir la filière hydrogène et développer le réseau national de bornes de recharge électrique. Quant au CHIPS and Science Act, promulgué le 9 août 2022, il permet de financer à hauteur de 67 milliards de dollars des programmes de recherche dans les énergies propres et dans l'efficacité énergétique. 
L'« Inflation Reduction Act », promulgué le 16 août 2022 par Joe Biden, prévoit 369 milliards $ de crédits sur dix ans pour réduire les émissions de gaz à effet de serre, avec l'objectif de les réduire de 50 à 52 % d'ici 2030 par rapport à 2005. Des subventions sont accordées à l'achat d'une voiture électrique ou d'une pompe à chaleur, à la gestion active des forêts, au verdissement de la production d'électricité. Le crédit 45X pour la fabrication de cellules solaires, de wafers, de modules, etc. stimulera la fabrication de produits solaires aux États-Unis. Des soutiens sont accordés aux futurs carburants « propres » ou à l'hydrogène vert, ainsi qu'au captage du carbone dans l'air. L'Inflation Reduction Act est présenté par le périodique Le Grand Continent comme « l’action la plus importante jamais entreprise aux États-Unis en matière de lutte contre le changement climatique. » La précédente loi comparable, l’American Recovery and Reinvestment Act de 2009, prévoyait 80 milliards de dollars d'investissements dans la technologie verte et les énergies renouvelables. Sur les 369 milliards de dollars, 214 financeront l'électricité,  69 l'industrie, 48 la construction, 33 le transport, 26 l'adaptation au changement climatique et à la résilience. L'objectif global est de favoriser la transition énergétique aux États-Unis et de mettre en œuvre une réelle politique industrielle verte.

### Énergie nucléaire
Les États-Unis ont 95 réacteurs nucléaires en service en 2021 mais seulement 2 en construction. Il se positionne néanmoins sur les petits réacteurs modulaires (SMR) avec par exemple ceux de la société NuScale dont le modèle a été validé par l'autorité de sûreté nucléaire américaine. Un sondage de 2019 montre que les Américains ont des opinions en équilibre sur la question de la production d’électricité d’origine nucléaire : 50% sont pour ; 50% y sont opposés.

### Énergies renouvelables
| Production énergétique aux États-Unis            | Production énergétique aux États-Unis | Production énergétique aux États-Unis | Production énergétique aux États-Unis |
| Nature                                           | Production                            | Année                                 | Part (%)                              |
| ------------------------------------------------ | ------------------------------------- | ------------------------------------- | ------------------------------------- |
| Éoliennes (capacité en MW)                       | 25 170                                | 2008                                  |                                       |
| Production hydroélectrique (en milliards de kWh) | 268                                   | 2004                                  | 44,8                                  |
| Géothermie (en MW)                               | 2 687                                 | 2007                                  | 5,8                                   |
| Biomasse                                         |                                       |                                       | 45,8                                  |
| Solaire                                          |                                       |                                       | 1,1                                   |
| Total des énergies renouvelables                 | 150 millions de TEP                   | 2006                                  | 100                                   |

En 2007, les énergies renouvelables représentaient 9,6 % du total de la production d'énergie primaire aux États-Unis, le nucléaire 11,7 %.
Selon une étude publiée en septembre 2006 par le Center for American Progress et le Worldwatch Institute la production globale d'énergie éolienne a été multipliée par trois entre 2000 et 2005, celle du photovoltaïque par six, celle du carburant à base d'éthanol par deux et celle du biodiesel par quatre.

#### Énergie éolienne
En 2004 les États-Unis ont produit 6 752 MWe d'énergie éolienne, en troisième position derrière l'Allemagne et l'Espagne. Le pays est passé en deuxième position en 2007 avec une production totale de 16,8 MWh. En 2007, la capacité éolienne installée aux États-Unis a augmenté de 45 % et neuf milliards de dollars ont été investis dans ce secteur. Les éoliennes fournissent un pour cent de l'électricité américaine, soit l'équivalent de 4,5 millions de foyers. À la fin 2007, les éoliennes installées au Texas développaient une puissance totale de 4 356 mégawatts, contre 2 439 mégawatts en Californie, et 1 300 mégawatts au Minnesota et en Iowa. En 2008, les États-Unis sont devenus le premier pays pour la capacité d'énergie éolienne avec 25 170 MW installés devant l'Allemagne (23 902 MW). Ce secteur emploie 85 000 Américains.
Les grands parcs éoliens se trouvent au Texas, en Californie, au Minnesota et dans l'Iowa. En 2024, le Texas abrite plus de 500 mâts d'éoliennes et représente 27 % de la production éolienne totale des États-Unis.

#### Énergie solaire
En 2004-2005, l'énergie solaire captée sur les toits par des cellules photovoltaïques représentait 950 000 mégawatts dans tout le pays. En 2004, 14 000 mégawatts photovoltaïques ont été vendus aux États-Unis. Plusieurs entreprises américaines de recherche dans l'énergie solaire comme Nanosys et Nanosolar (Palo Alto, Californie) ou Konarka (Lowell, Massachusetts) ont reçu des aides fédérales (de la part de la Defense Advanced Research Projects Agency et du Department of Energy and the Navy). En 2008, le pays comptait plus de 125 projets solaires pour un potentiel total 70 000 mégawatts. Le 27 octobre 2009, le président Barack Obama a inauguré la plus grande centrale solaire des États-Unis à Miami. Équipée de plus de 9 000 panneaux, celle-ci va permettre d'éclairer plus de 3 000 foyers. L'entreprise Florida Power & Light a annoncé l'ouverture pour 2010 d'une centrale solaire de 180 000 miroirs. Elle se situera sur la côte orientale, au nord du comté de Palm Beach et s'étendra sur plus de 200 hectares. En 2024, la Californie est le premier producteur d'énergie solaire du pays : 36 % de l'énergie consommée dans cet État sont produits par le solaire.

#### Biomasse
Avec 30,7 % du total mondial, les États-Unis sont le premier producteur d'électricité à partir de la biomasse, devant l'Allemagne et le Brésil (7,3 %).

#### Biocarburants
Les États-Unis sont, depuis 2006, les premiers producteurs mondiaux de bioéthanol. Leur production s'élevait à 6,21 millions de mètres cubes en 2001, 10,2 millions de mètres cubes en 2003 et 28 milliards de litres en 2007 (Brésil, auparavant en tête, vingt-deux milliards de litres en 2007). En 2006, 10 % de la production de maïs est transformée en biocarburants aux États-Unis. En décembre 2006, on comptait 107 distilleries de biocarburant en activité contre 54 en 2000. Le principal producteur d'éthanol est Archer Daniels Midland. Le Midwest est la principale région de production.

### Recyclage et tri des déchets
Aux États-Unis, l'industrie du recyclage représente 236 milliards de dollars, 1,1 million de salariés et 56 000 entreprises.
Certaines villes ont un objectif de « zéro déchet », comme San Francisco qui recycle en 2014 plus de 80 % de ses déchets à la suite d'une politique volontariste.

## Acteurs de la politique environnementale américaine

### Associations, groupes de pression et entreprises
D'après James Stimson, les Américains sont majoritairement favorables à la mise en œuvre de politiques ambitieuses de protection de l’environnement, même si ces politiques ont un effet négatif sur la croissance économique. Le Yale Program on Climate Change Communication publie régulièrement des sondages et des enquêtes d'opinon qui vont aussi dans ce sens. La Green Attitude progresse parmi le peuple américain qui entraine les entreprises et les gouvernements locaux à prendre des initiatives en faveur du développement durable. Un sondage de 2022 révèle que 56 % des Américains sont pour les subventions en faveur de la technologie verte et 50 % à un programme d’investissement dans des infrastructures vertes.
L'engagement citoyen en faveur de l'environnement et pour la lutte contre le changement climatique a pu prendre à plusieurs reprises, la forme de manifestations et de grèves : en 2014 plus de 300 000 personnes ont défilé à New York. En 2017, les manifestants étaient plus d'un million dans tout le pays, 200 000 à Washington DC, contre la politique environnementale de Donald Trump. Le 15 mars  2019, plusieurs milliers de jeunes américains ont participé aux grèves scolaires pour le climat.
Le gouvernement américain doit compter sur les actions des associations de protection de l'environnement. La plupart ont été fondées sur la côte ouest dans les années 1970. Dès 1979, l'Académie nationale des sciences américaine avait initié la première étude sur le réchauffement de la planète.
| Nom                                  | Siège                      | Date de fondation | Nombre de membres |
| ------------------------------------ | -------------------------- | ----------------- | ----------------- |
| Natural Resources Defense Council    | New York                   | 1970              | +1 200 000,       |
| Société nationale Audubon            | New York, Washington, D.C. | 1905              |                   |
| Defenders of Wildlife                | Washington, D.C.           | 1947              | +0500 000,        |
| Blacksmith Institute                 | New York, Londres          | 1999              |                   |
| The Nature Conservancy               | Arlington                  | 1951              | +1 000 000,       |
| Green For All                        | Oakland                    | 2007              |                   |
| Rainforest Action Network            | San Francisco              | 1985              |                   |
| Sierra Club                          | San Francisco              | 1892              | +1 300 000,       |
| The Wilderness Society (États-Unis)  | Washington, D.C.           | 1935              | +0350 000,        |
| Rainforest Alliance                  | New York                   | 1987              | +0035 000,        |
| Acterra                              | Palo Alto                  | 1970              |                   |
| United States Climate Action Network |                            | 1989              |                   |
| Eco-cycle                            | Boulder                    | 1976              |                   |
| Environmental Defense Fund           | New York                   | 1967              |                   |

- National Geographic Society fondée en 1888[50].
- Ligue des électeurs pour la préservation de l'environnement.
- Clean Air Watch, présidée par Frank O'Donnell en 2005[51].
- Center for Biological Diversity basé en Arizona
- NRDC : National Resources Defense Council
- National Environmental Trust[52]
- Conseil de défense des ressources naturelles (National Resources Defense Council[53])
- Amis de la Terre USA[54]
- Le parti vert des États-Unis, qui obtint plus de 2 882 000 voix à l'élection présidentielle de 2000.
- Le secteur de la gestion de l'environnement fait des États-Unis le premier État dans le monde par sa puissance : près de 115 200 sociétés y sont liées ; 1,3 million d'actifs y sont employés[55].
- Selon American Solar Energy Society (en), il y aurait 8,5 millions d'emplois verts aux États-Unis en 2008[56].
- Chrysler-BMW possède une flotte de voitures (moteurs thermiques) roulant à l'hydrogène H2, sans pile à combustible, avec réservoir cryogénique.
- American Progress Action Fund
- Redefining Progress
- Institut de l'environnement et du développement global (GDEI).
- La vitesse maximale autorisée sur les autoroutes est de 104 km/h sauf dans certains États comme la Californie (120 km/h). Une baisse de 10 km/h fait consommer 10 à 25 % de carburant en moins.
- Plusieurs journaux américains ont réfléchi sur l'impact écologique de leurs activités : ainsi, le groupe de presse Time Inc. pense à faire planter des arbres, Hearst Corp. et News Corporation cherchent à réduire leurs émissions à GES[57].
- En mars 2007, les trois principaux constructeurs automobiles américains (General Motors, Ford et Chrysler), pressent le président George W. Bush d'instaurer de nouvelles mesures incitatives pour développer les biocarburants. Ils prennent l'engagement de rendre la moitié de leurs véhicules capables de rouler soit au biocarburant soit avec un carburant intégrant 85 % d'éthanol d'ici 2012[58].
- Plusieurs entreprises américaines du secteur informatique, comme Dell, Google, Hewlett-Packard, IBM, Intel, ou Microsoft[59] se sont joints à Climate Savers Computing Initiative, dont le but est de réduire la consommation électrique des ordinateurs. Ils devraient collaborer avec le World Wildlife Fund (WWF) et vingt-cinq autres associations.
- L'entreprise de construction automobile américaine General Motors commercialisera d'ici à 2010 un véhicule totalement électrique, la Chevrolet Volt[60]. Le 3 juin 2008, le PDG de l'entreprise Rick Wagoner a indiqué une reconversion de la production vers des modèles qui consommeront moins de carburant[60]. Au salon automobile de Détroit de 2009, les constructeurs américains ont présenté des modèles électriques tels que la Converj (Cadillac) ou la Chrysler 200C EV. Ford a annoncé le lancement d'un programme écologique nommé « ecoboost ».
- La chaîne Planet Green, devenue Destination America, sur le réseau câblé Discovery Channel, est spécialisée dans le style de vie écologique.
- Zipcar est actuellement la première société d'autopartage du monde[61]. elle est implantée dans une soixantaine de villes aux États-Unis et compte 325 000 utilisateurs[61]. Elle propose de petits véhicules et des automobiles moins gourmandes en carburant.

### Les politiques fédérales

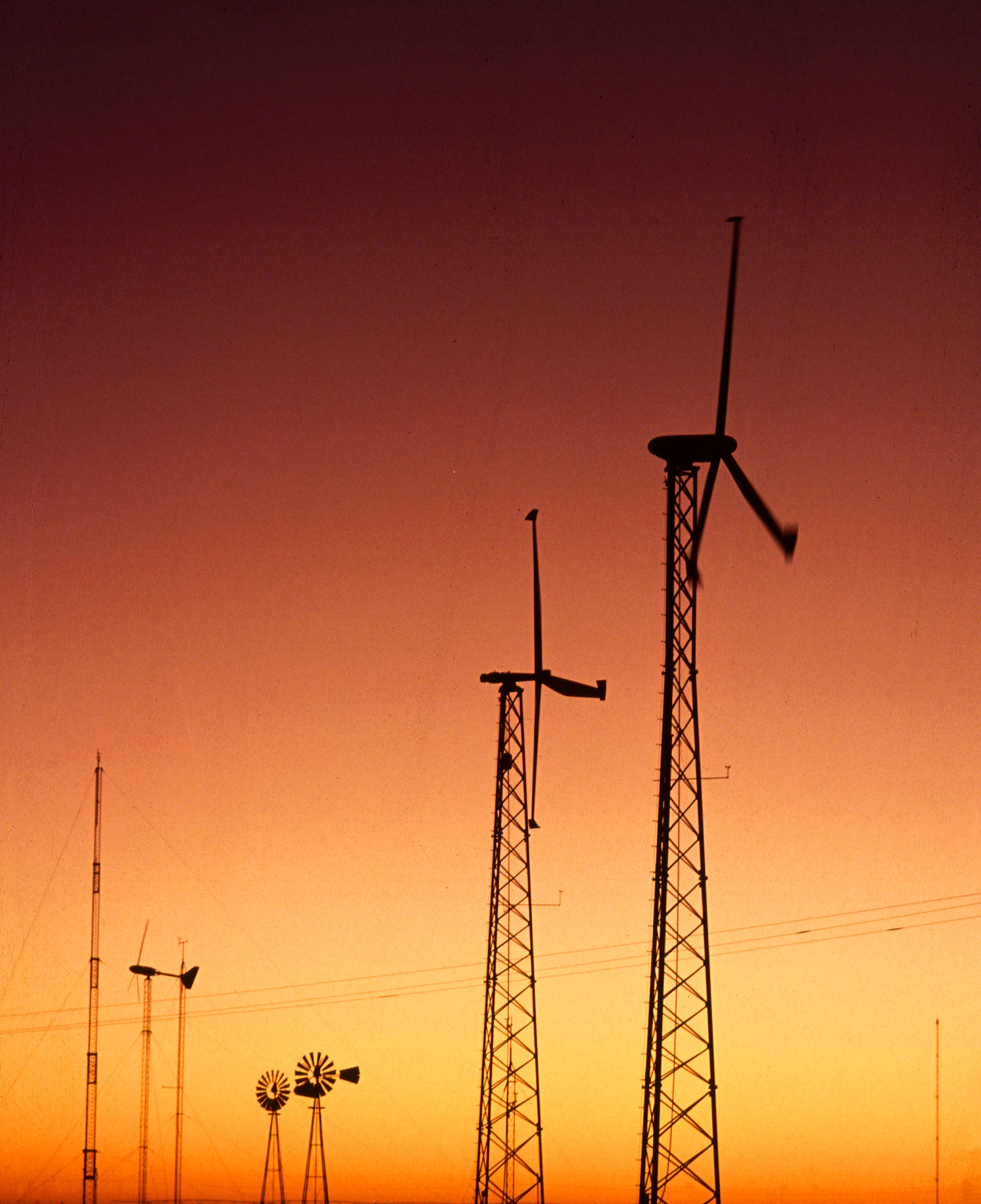
Éoliennes au Texas.

Les principales lois fédérales de protection de l'environnement sont :
- 1963 : Clean Air Act (loi sur la qualité de l’air).
- 1964 : Wilderness Act (loi sur les aires protégées).
- 1969 : National Environmental Policy Act (NEPA : stratégie nationale de préservation de l’environnement).
- 1972 : Federal Water Pollution Control Act (loi sur la pollution des eaux).
- 1972 : Coastal protection Act (loi « littorale »).
- 1972 : Federal Pesticide Act (loi sur les pesticides, amendée en 1988 et 1994).
- 1974 : Forest and Rangeland Renewable Ressource Planning Act (loi relative à la gestion forestière et des autres ressources végétales renouvelables comme les pâturages).
- 1977 : Clean Water Act (loi sur l’eau, révision de la loi de 1972).
- 1977 : Surface Mining Control and Reclamation Act (loi sur la restauration environnementale des anciens sites miniers).
- 1980 : Comprehensive Environmental Response, Compensation, and Liability Act (Loi générale relative aux risques, dégâts et responsabilités en matière d’environnement).
- 1990 : Clean Air Act (révision de la loi de 1963).

Dès la présidence de Richard Nixon, le gouvernement fédéral engage un programme d'écologie. Le sénateur démocrate Gaylord Nelson créa le Jour de la Terre (Earth Day) célébré depuis 1970. Depuis 1970 et sa création, l'Agence de protection de l'environnement (Environmental Protection Agency ou EPA) est le principal organe de ces politiques.
En 1972, le Congrès adopte la loi sur les pesticides (Federal Insecticide, Fungicide and Rodenticide Act en anglais) qui établit des normes et un label (aujourd'hui remplacé par le Food Quality Protection Act). En 1973, le président Nixon lance le Project Independence, qui vise à limiter la dépendance du pays à l'égard du pétrole importé par le développement d'un éventail de mesures d'économie d'énergie et le développement de sources d'énergies alternatives.
Le président Jimmy Carter demande à l'Académie nationale des sciences américaine d'étudier l'augmentation des gaz à effet de serre : le projet revient au comité Charney qui prévoit d'importants changements climatiques à venir.
En 1989, alors que les ministres de l'Environnement d'une soixantaine de pays se réunissaient pour la première afin de définir un cadre permettant de préparer un traité juridiquement contraignant.pour lutter contre le réchauffement climatique, George Bush et son gouvernement ont fait avorter l'accord pour défendre leurs intérêts économiques. Finalement, la Convention climat de l'ONU, signée en 1992, ne comporte ni contraintes, ni calendrier, ni objectifs chiffrés d'émissions de gaz à effet de serre. Les membres du Conseil économique du président Bush se montrent par la suite tous résolument opposés à une politique de réduction d'émissions de gaz à effet de serre.
Le Congrès a voté en 1992 la loi sur la politique de l'énergie (Energy Policy Act -EPAct- ou Public Law 102-486) qui encourage à privilégier d'autres sources d'énergie que le pétrole (éthanol, méthanol, biodiesel, gaz naturel, hydrogène et électricité).

#### Administration Clinton (1993-2001)
L'administration Clinton a signé le protocole de Kyoto en décembre 1997, mais celui-ci n'a pas été accepté par le Congrès. Les États-Unis sont le seul pays des Huit à n'avoir toujours pas ratifié ce protocole, même si la Californie s'est engagée à atteindre ses objectifs. C'est aussi en 1992 que les États-Unis se sont dotés d'un label écologique, appelé Energy Star. Il est décerné aux produits et aux bâtiments qui respectent les normes pour réduire la consommation d'électricité. Bill Clinton souhaitait aussi imposer une taxe sur l'énergie, mais une fois encore, le Congrès dominé par les républicains a refusé de la voter.

#### Administration Bush (2001-2008)
En effet, le gouvernement de George W. Bush a ensuite décidé de se retirer des négociations tout en proposant quelques mois plus tard un autre plan moins contraignant que celui de Kyoto, le « Clear Skies and Global Climate Change », du 14 février 2002, qui développe une approche graduelle, à moyen ou long terme, face à l'effet de serre. Il prévoit de :
- baisser les émissions de gaz à effet de serre du PIB de 18 % en dix ans ;
- donner sept cents millions de dollars supplémentaires (soit 4,5 milliards au total) à la recherche sur les changements climatiques ;
- exempter de 4,6 milliards de dollars d'impôts sur cinq ans pour ceux qui investissent dans les énergies renouvelables.

L'administration Bush a également remis en cause des dispositifs plus ou moins anciens de lutte contre la pollution dans le pays : normes de pollution pour les centrales thermiques, taxe spéciale sur les firmes pétrolières et chimiques pour financer le nettoyage des rivières polluées…
En 2003, le département de l'Énergie des États-Unis a lancé le programme de recherche FutureGen, afin de répondre aux exigences environnementales de l'utilisation du charbon.
En 2004, le sénateur républicain John McCain et le démocrate Joseph Lieberman déposent un projet de loi visant à limiter les rejets dans l'atmosphère ; soutenu par les grandes entreprises Alcoa, DuPont de Nemours et American Electric Power, il n'est pourtant pas adopté.
Lors du sommet du G8 à Gleneagles du 6 juillet 2005, le président George W. Bush a reconnu pour la première fois que la production de gaz à effet de serre de l'activité humaine était en partie responsable du réchauffement climatique, tout en réaffirmant son opposition au protocole de Kyoto, en particulier sous le prétexte que celui-ci est moins contraignant pour les pays en voie de développement (PVD). Mais il continue, officiellement, de plaider pour la recherche et le développement de sources d'énergies non-polluantes, plutôt que par une réduction des gaz à effet de serre.
Le 28 juillet 2005, Washington a signé un accord à Vientiane avec cinq pays d'Asie-Pacifique (Australie, Inde, Japon, Chine et Corée du Sud) visant à développer de nouvelles techniques pour lutter contre l'émission des gaz à effet de serre. La structure de cet accord s'appelle depuis fin 2005 Asia-Pacific Partnership for Clean Development and Climate Change (Partenariat Asie-Pacifique sur le développement propre et le climat, ou AP6). Le Canada s'est joint à ce partenariat en 2007. Selon ses détracteurs, cet accord qui n'impose aucun objectif chiffré en termes de pollution, permettrait aux États-Unis de contourner, voire de torpiller l'accord de Kyoto.
Le Congrès a voté le 29 juillet 2005 la loi de réforme sur le secteur énergétique, qui prévoit :
- de réduire la dépendance énergétique des États-Unis ;
- d'augmenter les sources d'énergie renouvelable ;
- d'encourager l'utilisation des biocarburants ;
- l'extension de la période de l'heure d'été, du deuxième dimanche de mars au premier dimanche de novembre ;
- d'améliorer le secteur nucléaire (George W. Bush a promulgué une loi pour construire de nouvelles centrales nucléaires[68]) ;
- de moderniser les usines thermiques au charbon et le réseau[69].

Par ailleurs, les États-Unis, avec l'Union européenne, la Russie, le Canada, la Chine, le Japon et la Corée du Sud, et après de rudes négociations, participent finalement au financement du projet ITER (International Thermonuclear Experimental Reactor) prévu à Cadarache (France). Selon ses partisans, ce projet pourrait être une solution partielle à la crise énergétique et à l'utilisation des énergies fossiles (notamment du pétrole) et de l'uranium.
En octobre 2005, Bush a appelé ses concitoyens à réduire leur consommation de pétrole. Sur l'année, les Américains ont acheté plus de bicyclettes que d'automobiles[source insuffisante]. En mai 2006, le président s'est prononcé pour la construction de nouvelles centrales nucléaires ; à Pottstown (Pennsylvanie), il a également promu les biocarburants et les sources d'énergie renouvelable,.
Les États-Unis sont les deuxièmes producteurs mondiaux de bioéthanol. Leur production s'élevait à 6,21 millions de mètres cubes en 2001 et 10,2 millions de mètres cubes en 2003. En 2005, le secteur de la production d'énergie propre a enregistré aux États-Unis une croissance de 50 %.
L'agence américaine de protection de l'énvironnement a en outre créé un programme facultatif de réduction d'émissions de gaz. 86 entreprises, totalisant 8 % des émissions américaines de carbone, ont pris la décision d'adhérer au réseau de Climate Leaders.
Le département de l'Énergie soutient divers projets de promotion des énergies propres comme celui de la société Boeing-Spectrolab qui a créé des modules photovoltaïques transformant directement le rayonnement solaire en électricité. Enfin, l'administration Bush stimule la recherche sur la pile à hydrogène et la séquestration géologique du carbone.
En avril 2005, le vote d'une loi permet d'avancer de trois semaines le passage à l'heure d'été aux États-Unis et au Canada. Les experts estiment que cette décision pourrait entraîner une économie d'énergie de 4,4 milliards de dollars d'ici à 2020.
En 2006, selon l'American Association for the Advancement of Science, le gouvernement fédéral américain a affecté environ 2,2 milliards de dollars à la Recherche-Développement environnementale.
En janvier 2007, l'administration Bush propose un plan d'économies en énergie. Le 4 avril 2007, la Cour suprême confie toute légitimité à l'Agence de protection de l'environnement (EPA) pour réglementer les émissions de dioxyde de carbone des automobiles.
Le 31 mai 2007, avant le sommet du G8 à Heiligendamm, le Président américain annonce que : « Les États-Unis prennent cette question [du réchauffement climatique] au sérieux […] et vont travailler avec d'autres pays pour établir un nouveau cadre pour les émissions de gaz à effet de serre quand le protocole de Kyoto expirera en 2012. […] D'ici à la fin de l'année prochaine, l'Amérique et d'autres pays fixeront un objectif mondial à long terme pour réduire les gaz à effet de serre. »
Le 5 août 2007, les députés américains votent une loi contraignant les fournisseurs d'électricité à tirer 15 % de leur production des énergies éolienne et solaire avant 2020. Le texte a été adopté à une majorité de 241 contre 172.
La conférence de Washington sur le changement climatique a lieu en septembre 2007. Washington participe en décembre à la conférence de Bali.
En mars 2008, lors de la Conférence internationale des énergies renouvelables à Washington  (WIREC), le gouvernement américain s'est engagé à ce qu'à partir de 2013, 7,5 % de l'énergie électrique utilisée proviendra des ressources renouvelables. Les États-Unis contribuent à hauteur de milliards de dollars au Fonds pour les technologies propres, dans le cadre de la Banque mondiale.
Le 8 juillet 2008, George Bush signe un texte engageant les États-Unis à réduire de moitié des émissions des GES d'ici à 2050, à Toyako (Japon), dans le cadre d'une réunion du G8.
À la fin de l'année 2008, le Congrès américain a voté la poursuite de la politique d'incitation fiscale pour la production d'énergies renouvelables : il s'agit d'un montant de dix-huit milliards de dollars d'aides et crédits d'impôts en faveur des ménages et des entreprises qui investissent dans le solaire et l'éolien.
Quelques semaines avant de quitter ses fonctions, le président Bush a signé une circulaire ordonnant aux agences fédérales de ne plus demander d'avis consultatif auprès des agences environnementales spécialisées (ce que requiert l'Endangered Species Act de 1973, ou loi sur les espèces menacées) avant de prendre des décisions pouvant mettre en danger des espèces protégées. Le président suivant, Barack Obama, a annulé cette circulaire en mars 2009.

#### Administration Obama
Pour lutter contre le réchauffement climatique, Barack Obama proposait dans sa campagne présidentielle d'augmenter le prix de l'électricité, d'investir dans les biocarburants, les énergies alternatives, et se déclare favorable à l'instauration d'un marché du CO2 (obligeant les entreprises polluantes à racheter un « droit à polluer » auprès d'entreprises non polluantes). Comme son ancien adversaire républicain à l'élection présidentielle de 2008, John McCain, il est plutôt favorable également au développement de l'énergie nucléaire comme solution aux problèmes climatiques mais sa position sur le sujet est devenue ambivalente durant la campagne électorale.
Le 19 mai 2009, le président Barack Obama a annoncé de nouvelles normes strictes à l'échelle nationale pour les véhicules. Ces normes devraient commencer à être appliquées à partir de 2012, et devraient porter à la fois sur les émissions de gaz des véhicules et leur consommation d'essence. L'objectif est de faire passer de 2009 à 2016 la consommation moyenne autorisée pour les véhicules neufs (voitures et pick-ups) à 6,6 litres pour 100 km. Washington espère en cinq ans diminuer de 30 % les émissions de gaz à effet de serre et économiser près de deux milliards de barils de pétrole.
Le 27 mai 2009, Barack Obama propose deux mesures visant à réduire les importations américaines en matière énergétique. Une partie du Plan de relance économique sera consacrée au développement de la technologie solaire et à un programme visant au développement de l'énergie géothermique.
Le 1er juin 2009, le secrétaire à l'Énergie Steven Chu annonce un fonds de 256 millions de dollars afin d'améliorer l'efficience énergétique des principales industries aux États-Unis. Le 26 juin 2009, le Congrès américain vote le Clean energy and Security Act qui prévoit une réduction des gaz à effet de serre. Mais faute de majorité de soixante voix au Sénat, l'examen du projet de loi sur l'énergie, adopté par la Chambre des représentants en 2009, a été ajourné le 22 juillet 2010, ce qui rend son adoption peu probable. Ce recul, qui ne traduit pas en loi les engagements pris à Copenhague, fragilise la position de l'exécutif américain dans les négociations internationales à venir. Barack Obama instaure une « journée du recyclage » (America Recycles Day) le 15 novembre 2009.
Fin octobre 2010, le gouvernement américain a donné son autorisation pour construire la plus grande installation solaire du monde en Californie près de Blythe. Composée  de quatre centrales solaires de 250 mégawatts chacune, elle pourra produire jusqu'à 1 000 mégawatts d'électricité. Le projet de la firme Solar Millennium LLC couvrira quelque 2 842 hectares.

#### Administration Trump
En novembre 2016, le président Donald Trump nomme  Myron Ebell, un ferme opposant de longue date à toute politique de lutte contre le réchauffement climatique, à la tête de l'Agence de protection de l'environnement américaine (EPA) que Trump a promis d'abolir. Comme Donald Trump, Myron Ebell fustige « l'alarmisme » des grands chefs d'État autour du changement climatique. Il estime que le réchauffement provoqué par les gaz à effet de serre est « modeste », et peut-être même « positif » pour la planète. Il dirige le Competitive Enterprise Institute, un think tank financé par les groupes pétroliers et miniers qui souhaitent supprimer tous les « fardeaux » imposés depuis l'arrivée de Barack Obama au pouvoir.
Le 1er juin 2017, il annonce la sortie des États-Unis de l'Accord de Paris sur le climat.
Le 10 octobre 2017, Scott Pruitt, directeur de l'Agence américaine de protection de l'environnement (EPA), signe le décret d'abrogation du plan pour une énergie propre (Clean Power Plan) engagé en 2015 par l'administration Obama pour orienter le pays vers une réduction de 32 % des émissions liées à la production d'électricité d'ici à 2030 par rapport à 2005. Ce plan prévoyait la fermeture des centrales à charbon les plus vétustes et les plus polluantes ; il était bloqué depuis février 2016 par la Cour suprême, saisie par une trentaine d'États américains.
L’administration Trump prend des mesures en 2018 pour étendre considérablement le forage en mer dans les eaux américaines. Le ministère de l’Intérieur propose d’ouvrir presque entièrement le littoral du pays au forage.
Le président américain décide en avril 2017 de faire réviser le statut des monuments nationaux de plus de 40.000 hectares classés au cours des vingt dernières années.[réf. nécessaire] En février 2020, son gouvernement ouvre le Grand Staircase-Escalante et Bears Ears, situés dans l'Utah, à l'exploitation minière et au forage. Le premier voit la taille de sa zone protégée être réduite de près de la moitié, quand le second en perd 85 %, ce qui constitue la plus grande élimination d'une surface protégée de l'histoire des États-Unis.

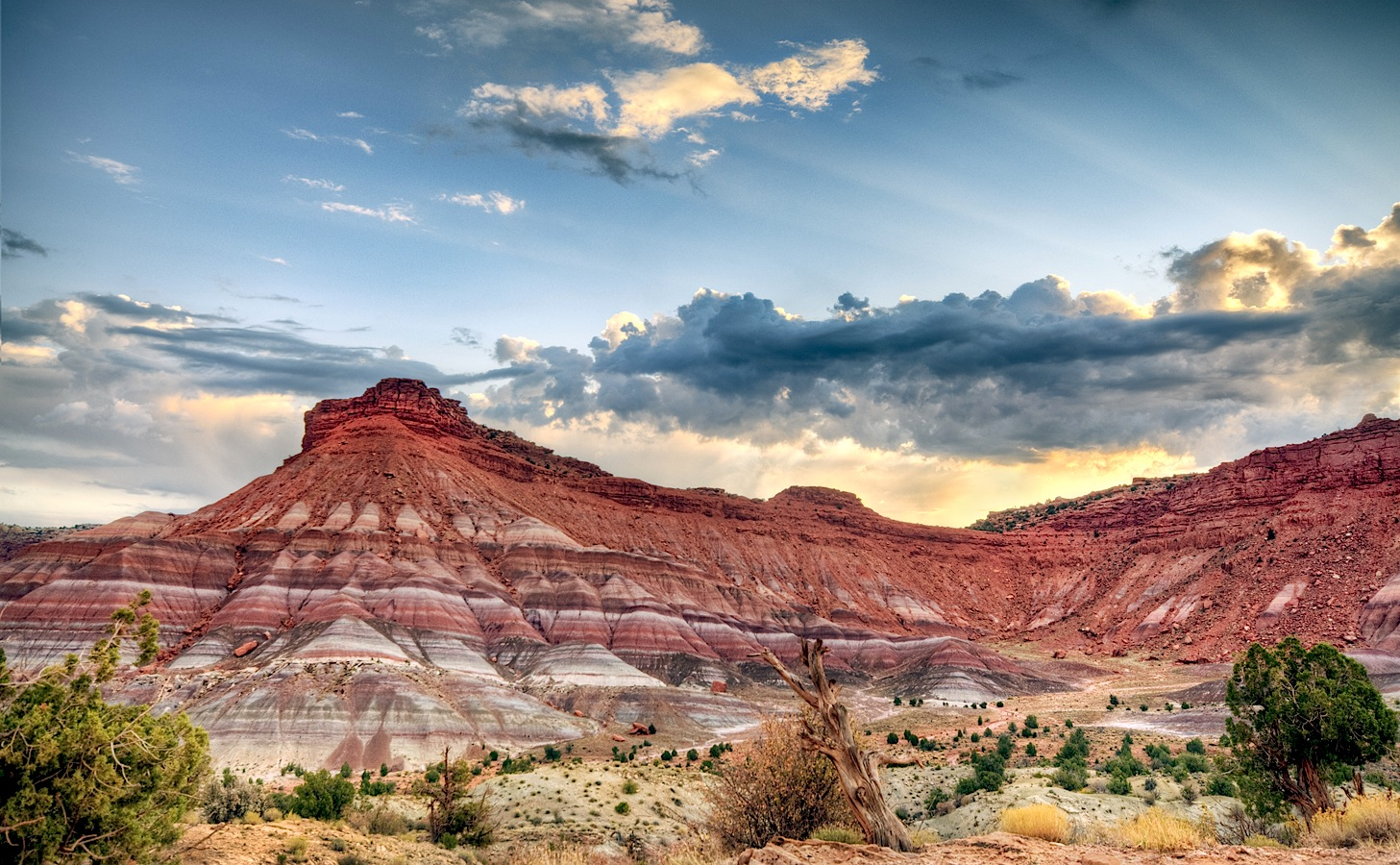
Grand Staircase-Escalante, Utah, dans l'ouest des États-Unis.

En août 2020, l’Agence pour la protection de l’environnement (EPA) annonce l'assouplissement des règles sur le méthane, gaz dont la puissance de réchauffement est bien supérieure à celle du dioxyde de carbone : sur cent ans, une tonne de méthane équivaut à 28 à 36 tonnes de CO2 ; selon l'EPA, l'impact de ces mesures équivaudra en 2021 à moins de 1 % des émissions de méthane du secteur, soit neuf millions de tonnes équivalent CO2 sur la période 2021-2030, alors que le secteur émettait 140 millions de tonnes en 2018.

##### Green New Deal
Le Green New Deal est actuellement porté par de nombreuses organisations non-gouvernementales. Aux États-Unis, la représentante Alexandria Ocasio-Cortez en a fait son cheval de bataille depuis 2018, plaidant pour que les États-Unis passent d'ici 2030 à un réseau électrique fonctionnant à 100 % grâce aux énergies renouvelables, pour ainsi mettre fin à l'utilisation des combustibles fossiles. Selon elle, le gouvernement fédéral doit investir dans la construction à grande échelle d'infrastructures vertes. Le candidat démocrate Biden dit qu'il n'y souscrit pas, mais son plan environnemental sur son site web le qualifie de "cadre indispensable" pour la lutte contre le changement climatique, alors que Trump dit qu'un tel plan renverrait les États-Unis non dans le tiers monde mais dans le neuvième.

#### Administration Biden

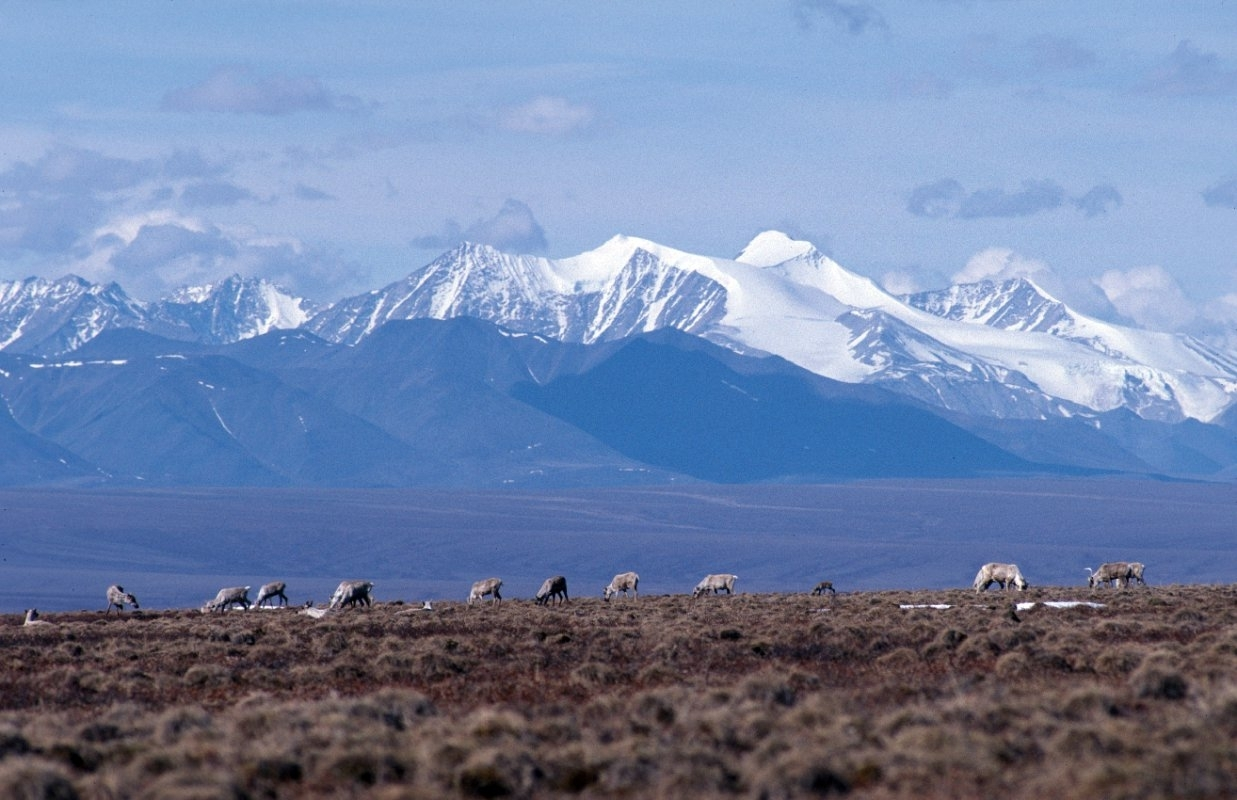
Refuge faunique national de l'Arctique, Alaska, États-Unis.

Dès son investiture en janvier 2021, le président Joe Biden réintègre les États-Unis dans l'Accord de Paris sur le climat. Un second décret révoque le permis de construction de l’oléoduc Keystone qui devait transporter le pétrole brut canadien vers les États-Unis et suspend l’exploitation des combustibles fossiles dans le Refuge faunique national de l'Arctique en Alaska. Joe Biden décide aussi que soient examinées toutes les mesures prises par l’administration précédente en matière environnementale pour définir dans quelle mesure celles-ci contribuent à la protection de l'environnement. Durant le premier trimestre de la présidence Biden, 17 nouvelles mesures de protection de l’environnement ont été ajoutées et 22 des mesures régressives introduites par la Donald Trump ont été abrogées. En avril, Joe Biden organise un « Sommet des dirigeants sur le climat » au cours duquel il annonce un objectif de réduction des émissions de gaz à effet de serre américaines de 50 à 52 % d'ici à 2030, par rapport à 2005 ; l'engagement pris dans l'Accord de Paris en 2015 était une réduction de 26 à 28 % en 2025. Joe Biden crée également un nouveau conseil, l'Environmental Justice Advisory Council, qui dépend directement de la Maison-Blanche et promeut la justice environnementale. Son administration a pour ambition d’atteindre la neutralité carbone d'ici à 2050 et d'investir massivement dans les énergies renouvelables. D'ici la fin de la décennie 2020, l'administration Biden envisage l'extension du parc éolien offshore au large de la côte Est pour produire 30 gigawatts.

### Exemples à l'échelle des États

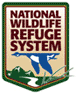
USNWR system.

Le développement durable est de plus en plus une préoccupation des États fédérés et des municipalités américaines. Les initiatives à l'échelon local sont plus dynamiques que les politiques fédérales : ainsi, depuis 2001, les États du Texas, de la Californie, du New Hampshire, ont instauré un dispositif de contrôle des émissions de gaz pour différents secteurs industriels et énergétiques. Le dispositif adopté par la Californie, qui s'appliquera à partir de 2009, prévoit de réduire les émissions de gaz polluants de 22 % en moyenne d'ici 2012 et de 30 % d'ici 2016.
En outre, le principe des marchés des permis d'émission consiste à accorder aux industriels « pollueurs » gratuitement, à prix fixe ou aux enchères, des quotas d'émissions de CO2, que ceux-ci peuvent ensuite s'échanger. Chaque émetteur de CO2 doit alors vérifier qu'il détient autant de permis d'émission que ce qu'il va émettre. Dans le cas contraire, il se trouve contraint ou bien de diminuer ses émissions, ou bien d'acheter des permis. Inversement, si ses efforts de maîtrise des émissions lui permettent de posséder un excédent de permis, il peut les vendre. De tels procédés ont été réalisés pour réduire les pluies acides aux États-Unis et ont connu des succès (programme « Acid rain »). Plusieurs États du Nord-Est ainsi que la Californie ont mis en place leur propre marché du carbone.
D'autres décisions pour réduire les émissions de CO2 sont prises par les États fédérés : en 2005, dix-huit de ces États obligeaient les producteurs d'électricité à utiliser en partie des sources d'énergie renouvelables. Cent-trente villes des États-Unis ont décidé de respecter les principes du protocole de Kyoto en réduisant leurs émissions de gaz à effet de serre[source insuffisante].
La Western Regional Climate Action Initiative est une collaboration d'États américains et de provinces canadiennes créée en février 2007. Elle a notamment pour objectif de réduire les émissions de gaz à effet de serre. Elle vise à développer un marché du carbone nord-américain afin de réduire les émissions de gaz à effet de serre relâchées dans l'atmosphère. La WCI a pour objectif une réduction de 15 % des émissions de gaz à effet de serre en 2020, par rapport à l'année de référence de 2005.

#### Californie

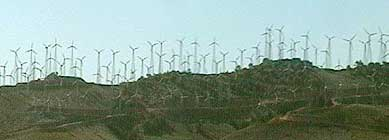
Champs d'éoliennes en Californie.

La Californie a toujours été pionnière en matière de protection de l'environnement aux États-Unis : l'État a été le premier à imposer l'essence sans plomb et le pot catalytique. Elle abrite aussi toutefois l'une des régions où la qualité de l'air est la plus mauvaise des États-Unis : la vallée de San Joaquin, qui produit plus de 50 % des fruits et légumes des États-Unis et est aussi un important centre de production pétrolifère.
Dès 2004, une décision de justice de la Californie contraint les constructeurs automobiles à réduire de 18 à 25 % la pollution engendrée par leurs véhicules. Alors que la population californienne représente 12 % de la population américaine, elle ne consomme que 7 % de l'électricité produite dans le pays ; ainsi, la Californie se trouve à la première place pour la rentabilité énergétique par personne. En 2003, 77 761 véhicules fonctionnant avec un carburant alternatif au pétrole roulaient en Californie, soit 15,2 % du total américain. La production électrique par des énergies renouvelables (hors hydroélectricité) représente en 2007 25,8 % de la production nationale, soit 2 229 milliers de MWh. La production d'électricité de la Californie se répartit comme suit : 12 % d'énergie renouvelable, 12 % d'hydraulique, 15 % de nucléaire, 17 % de charbon, 44 % de gaz naturel.
L'État s'est engagé à limiter les émissions de gaz à effet de serre : les objectifs annoncés sont une diminution de 11 % avant 2010 et 87 % avant 2050. Le 30 août 2006, le gouvernement et le parlement de Californie signent un accord pour diminuer la production de gaz à effet de serre, mettant l'État en conformité avec le protocole de Kyoto. La décision AB32 (Global Warming Solutions Act) a été prise de réduire d'un quart les émissions de gaz à effet de serre d'ici à 2020. Des sanctions financières seront prises contre les industries qui ne respectent pas cet engagement. Un marché de permis d'émissions sera créé et contrôlé par l'Air Resources Board. D'ici  à 2045, la Californie prévoit de produire 100 % de son énergie par des moyens renouvelables.
La Californie s'est aussi engagée à respecter des règles plus strictes sur la consommation et l'échappement de véhicules neufs ; cette politique est imitée par deux autres États de l'Ouest : Washington et l'Oregon[source insuffisante]. Le 20 septembre 2006, Bill Lockyer le ministre de la Justice de la Californie, lance des poursuites judiciaires contre trois constructeurs automobiles américains et trois japonais, et leur demande des dommages et intérêts pour la pollution qu'ils engendrent. Selon lui, les véhicules automobiles représentent 30 % des émissions de dioxyde de carbone de l'État.
En 2005, le gouverneur républicain Arnold Schwarzenegger proposait que le budget de l'État de Californie finance à hauteur de 6,5 millions de dollars la construction de stations pour les véhicules roulant à l'hydrogène. En 2006, la Californie a adopté l'Assembly Bill 32 qui impose une réduction des émissions de GAS au niveau de 1990 en 2020.
Le code d'éducation de la Californie (chapitre IV, sections 8700 à 8784) insiste pour que les élèves soient sensibilisés aux problèmes de l'environnement. L'État a imposé en 2005 aux propriétaires de bâtiments au toit plat d'utiliser des revêtements blancs. Par le référendum du 4 novembre 2008, les Californiens autorisent l'accroissement de la production d'énergie renouvelable. Le 23 avril 2009, la Californie se dote d'une réglementation contraignante pour réduire de 10 % l'intensité carbone des productions des raffineries, des producteurs et des importateurs de carburants vendus dans l'état d'ici à 2020.
En 2008, le taux de recyclage des déchets a atteint 58 % du total en Californie.

##### Énergie solaire

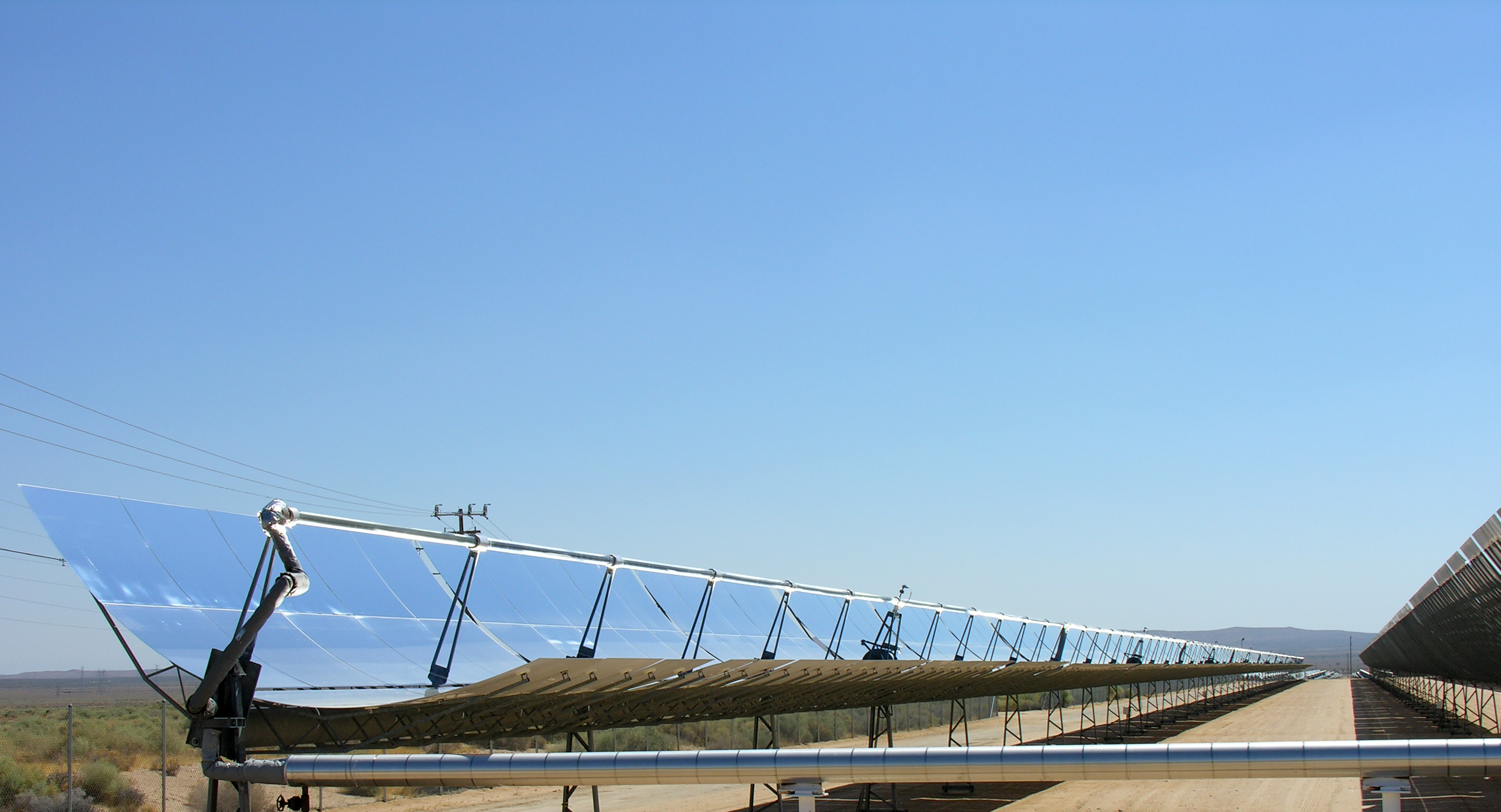
Centrale solaire en Californie.

Grâce à son bon ensoleillement, la Californie développe l'énergie solaire : l'État abrite des collecteurs cylindro-paraboliques dont la puissance atteint 80 MW, la plus grande centrale à tour comme Solar one puis Solar 2 ne dépasse pas 10 MW. Les centrales solaires du désert des Mojaves ont une capacité totale de 354 MW.
Un projet de loi oblige les promoteurs immobiliers à installer un système d'énergie solaire sur 15 % des nouvelles maisons construites en Californie à partir de 2006. Le projet de loi prévoit que, d'ici à 2010, 55 % des maisons seront équipées en panneaux solaires. Le gouverneur Arnold Schwarzenegger avait fait campagne pour inciter à installer des systèmes solaires dans la moitié des maisons de l'État à partir de 2005.

##### Biocarburants
Les bus de la ville de Berkeley roulent au biodiesel obtenu à partir du retraitement des huiles alimentaires (issues par exemple de la cuisson des frites de la restauration rapide). Sur les 350 000 véhicules hybrides en circulation aux États-Unis, 25 % roulent en Californie.
La Californie a adopté une loi qui contraint les grands groupes automobiles à vendre des véhicules respectant des normes strictes de rejets de CO2.

##### Énergie éolienne
La Californie est l'État où l'énergie éolienne est la plus développée avec une capacité de production de plus de 2 040 MW installés en 2004, loin devant le Texas (1 293 MW). La principale région de production se trouve au nord de l'État, à l'est de San Francisco

##### Géothermie
À 150 km au nord de San Francisco, dix-neuf centrales géothermiques (350 puits) sont contrôlées par la société Calpine dans les comtés de Lake et de Sonoma. Elles produisent environ 850 mégawatts, c'est-à-dire presque autant qu'une petite centrale nucléaire.

#### Texas
Le Texas est le premier producteur d'énergie éolienne du pays. Des projets éoliens sont en cours d'étude au Texas : Shell et TXU Corporation prévoient de construire la plus grande ferme éolienne du monde d'une puissance de 3 000 mégawatts. Le centre de contrôle de General Electric à Sweetwater, dans l'Ouest du Texas commande plus de 800 turbines.

#### Autres États

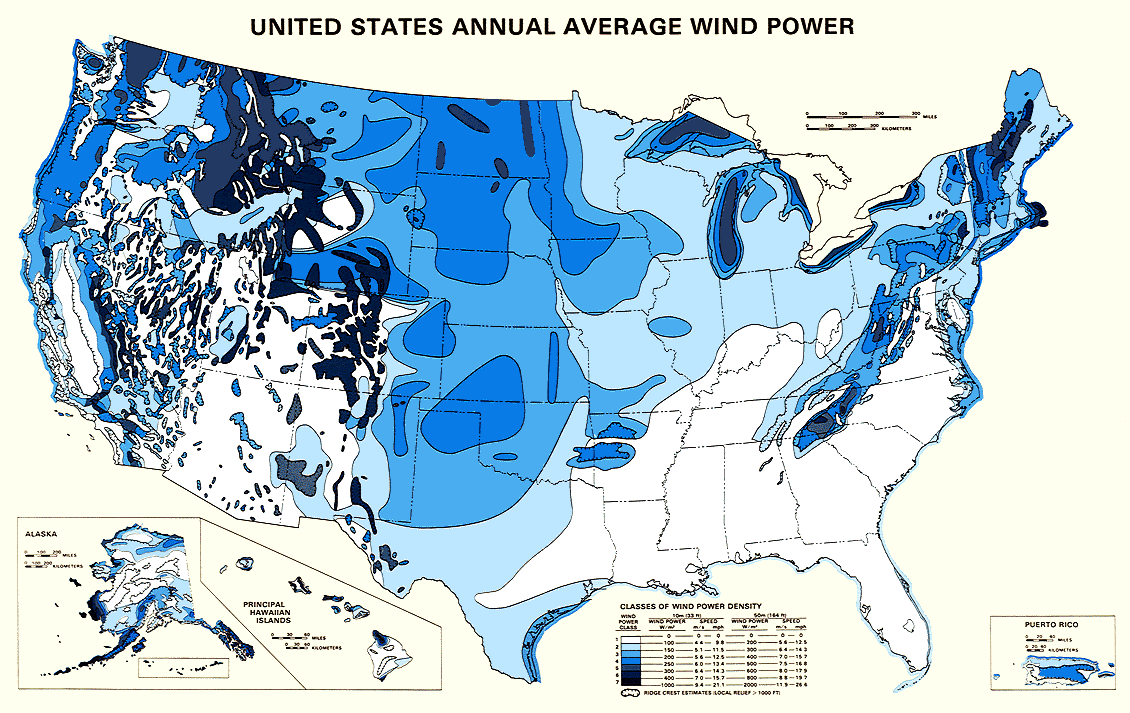
Le potentiel éolien aux États-Unis (en bleu foncé, les régions les plus venteuses).

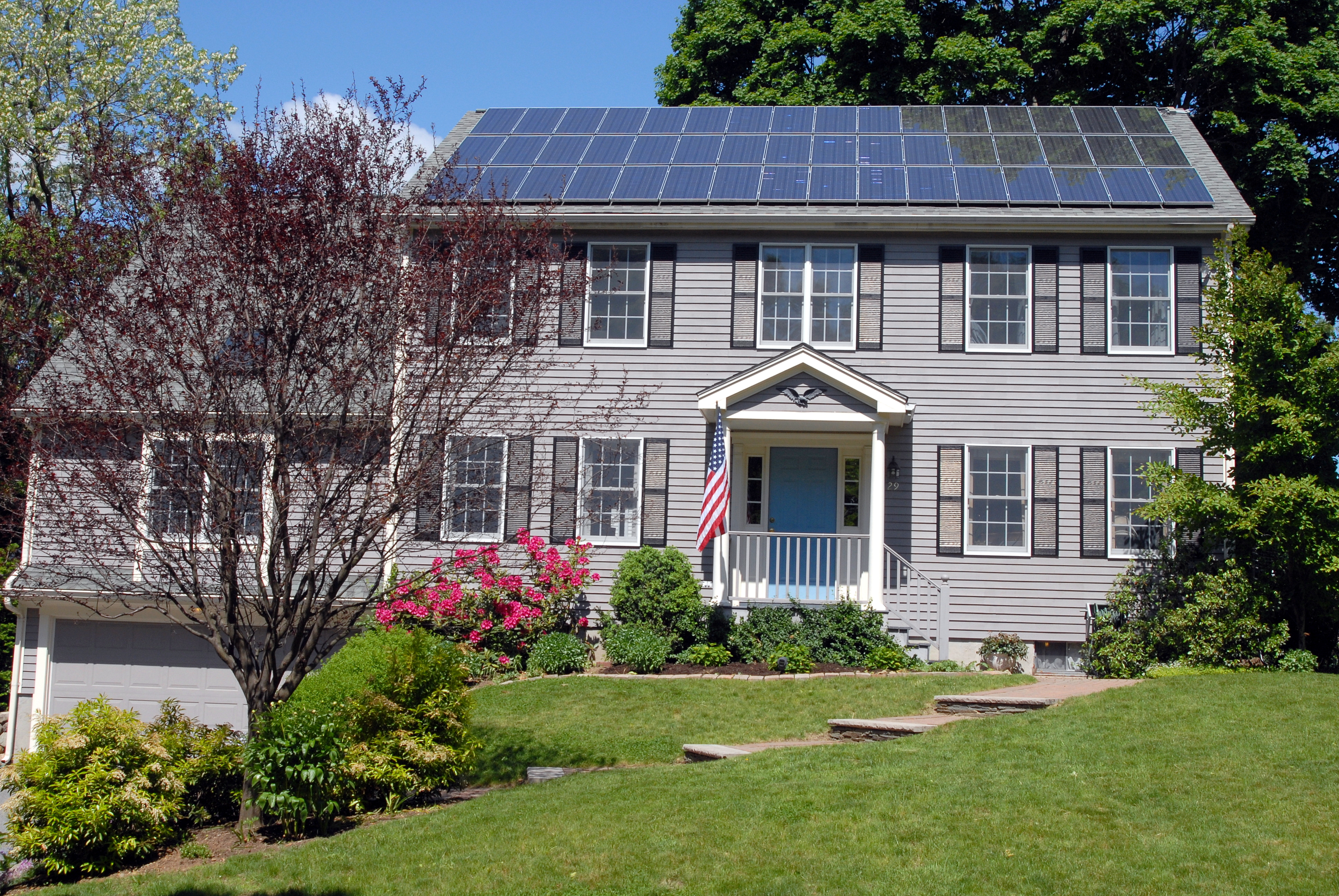
Panneaux solaires sur le toit d'une maison en Nouvelle-Angleterre.

- New York : La tour de la liberté, qui remplacera les twin towers du World Trade Center, respectera des normes écologiques : 20 % de son électricité sera produite par des éoliennes.
- Le gouverneur de l'État de New York, le républicain George Pataki, a réuni plusieurs États du Nord-Est autour d'un plan surnommé « le mini-Kyoto ». L'organisation de la Northeast States for Coordination Air Use, fondée le 7 décembre 2005 rassemble sept États et vise à une baisse de 10 % des émissions de CO2 d'ici à 2019 dans le BosWash[123].

- La Nouvelle-Angleterre est par ailleurs, avec la Californie, favorable à l'application du protocole[124]. La région du Nord-Est des États-Unis[125] a également signé un accord (Regional Greenhouse Gas Initiative) qui prévoit une diminution des GES de 10 % à partir de 2009, la mesure incitant à investir dans des techniques propres[14]. En 2007, le gouverneur du Massachusetts, Deval Patrick a annoncé un investissement de 68 millions de $ afin d'accroître de 600 % sur quatre ans l'utilisation de l'énergie solaire dans les écoles, les entreprises et les foyers de l'État[14].
- Wisconsin : en 2005, la construction d'un parc à éoliennes a été décidée dans le Sud de l'État. Il fournira de l'électricité à 72 000 foyers et coûtera 250 millions de dollars. Le parc aura une capacité de deux cents mégawatts et s'étendra sur cinquante miles carrés. Il alignera 133 turbines de 11,80 mètres de hauteur avec des pales de 3,80 mètres. Dans l'État du Wisconsin, seule 4 % de l'électricité est produite par des énergies renouvelables, notamment grâce à 55 turbines réparties dans 5 parcs à éoliennes qui produisent 53 mégawatts. Le gouverneur Jim Doyle souhaite augmenter cette proportion à dix points d'ici à 2015[126].
- L'État du Nevada a pour objectif d'atteindre le seuil de 20 % de sa consommation en énergie renouvelable, d'ici à 2015, notamment grâce aux centrales solaires installées dans le désert[119]. La centrale thermo-solaire Nevada Solar One est en construction depuis le 11 février 2006 à Boulder City. À terme, elle développera une puissance de 64 mégawatts et sera la troisième du monde[119]. Selon ses concepteurs, la centrale devrait permettre d'éliminer un volume de pollution équivalent à la suppression d'un million de voitures en circulation sur le territoire des États-Unis.

### Les politiques municipales

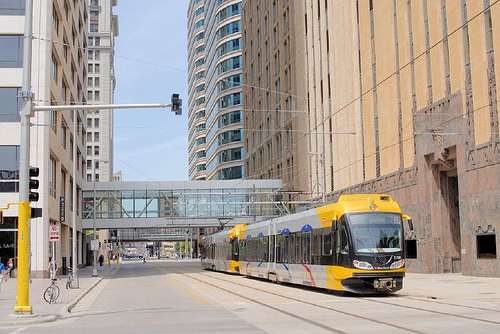
Le métro léger de Minneapolis.

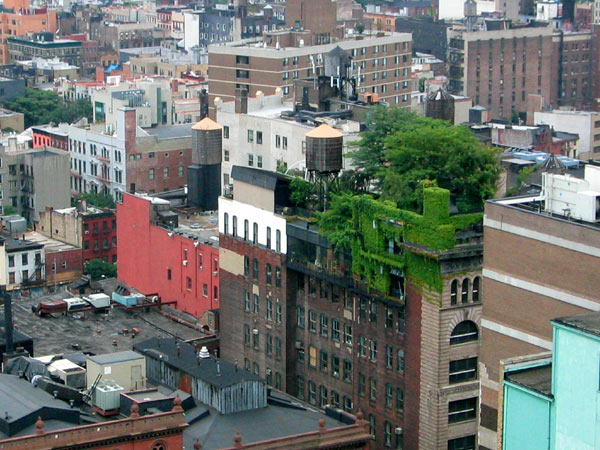
Toit vert de type « culture intensive » à Manhattan (New York).

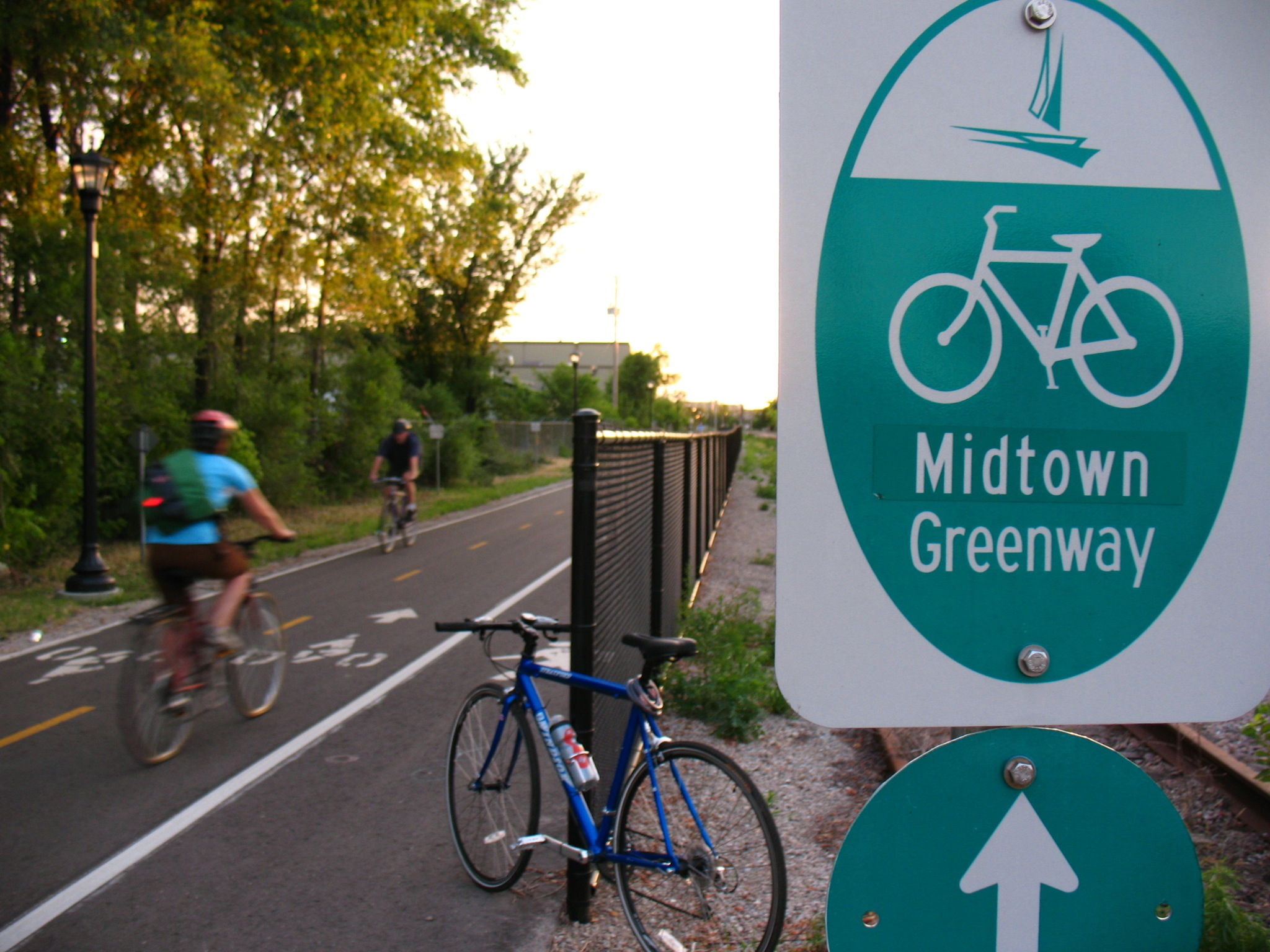
Piste cyclable à Minneapolis.

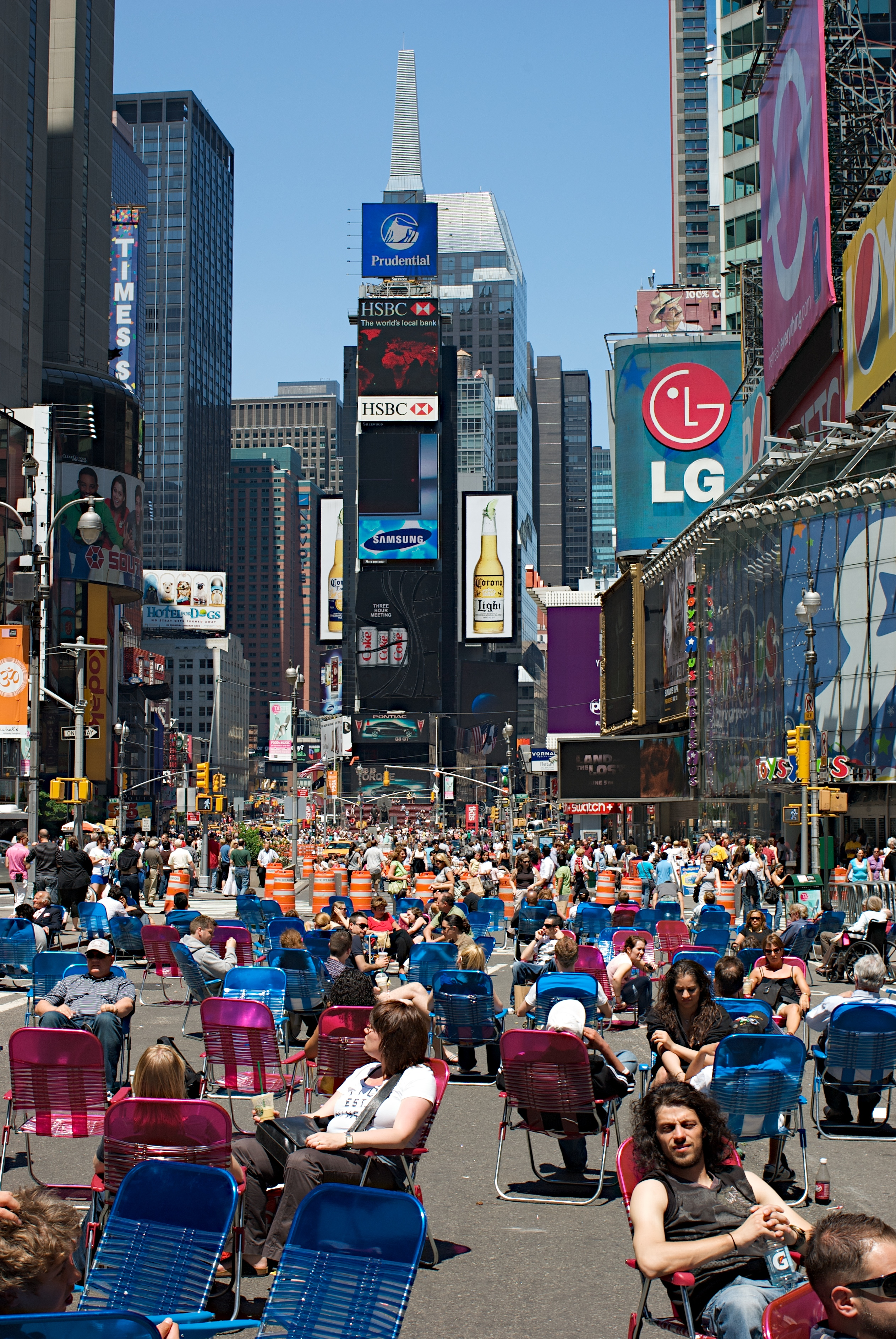
Times Square (New York) interdit à la circulation automobile (21 mai 2009).

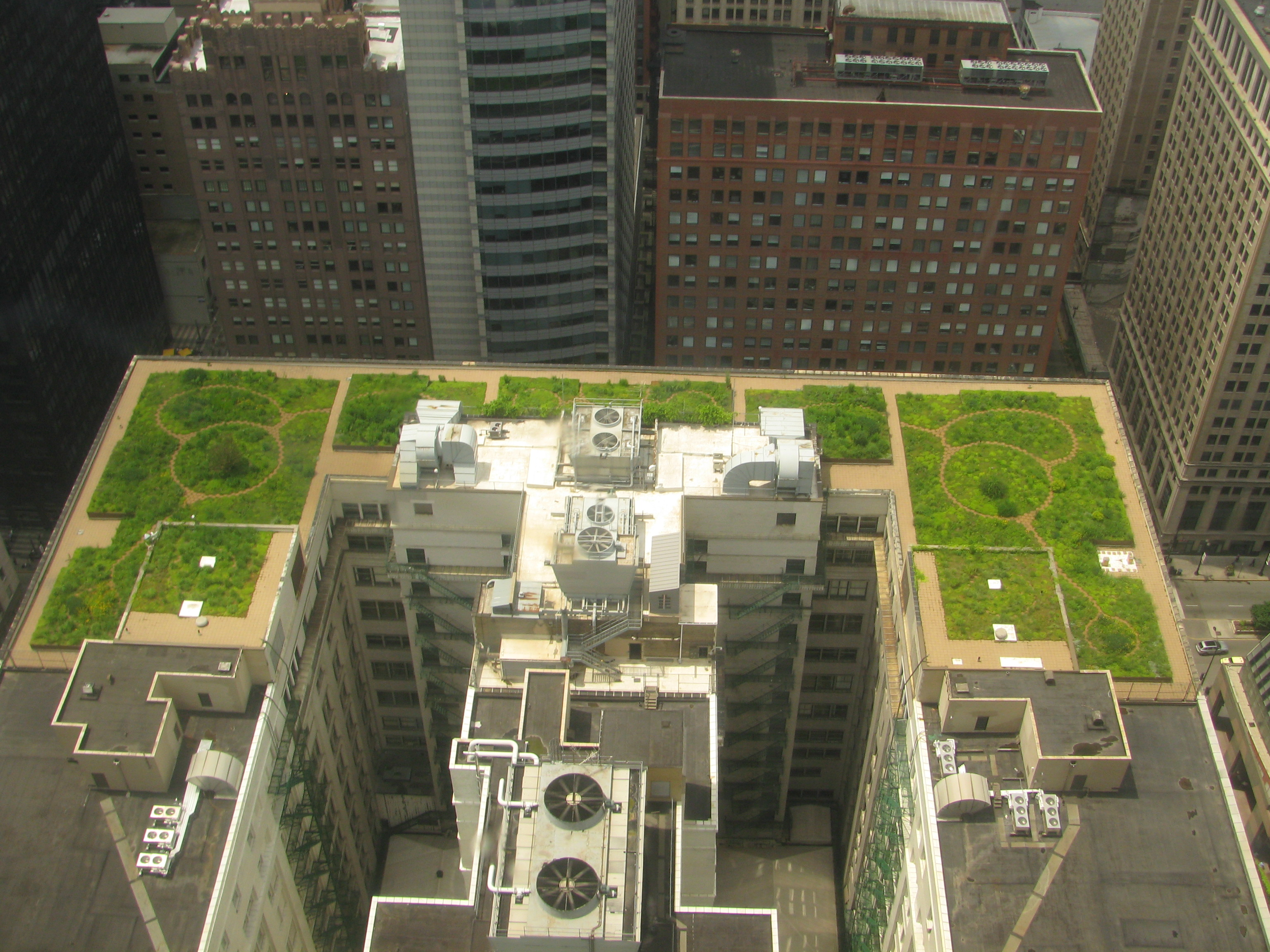
Toit vert de l'hôtel de ville de Chicago.

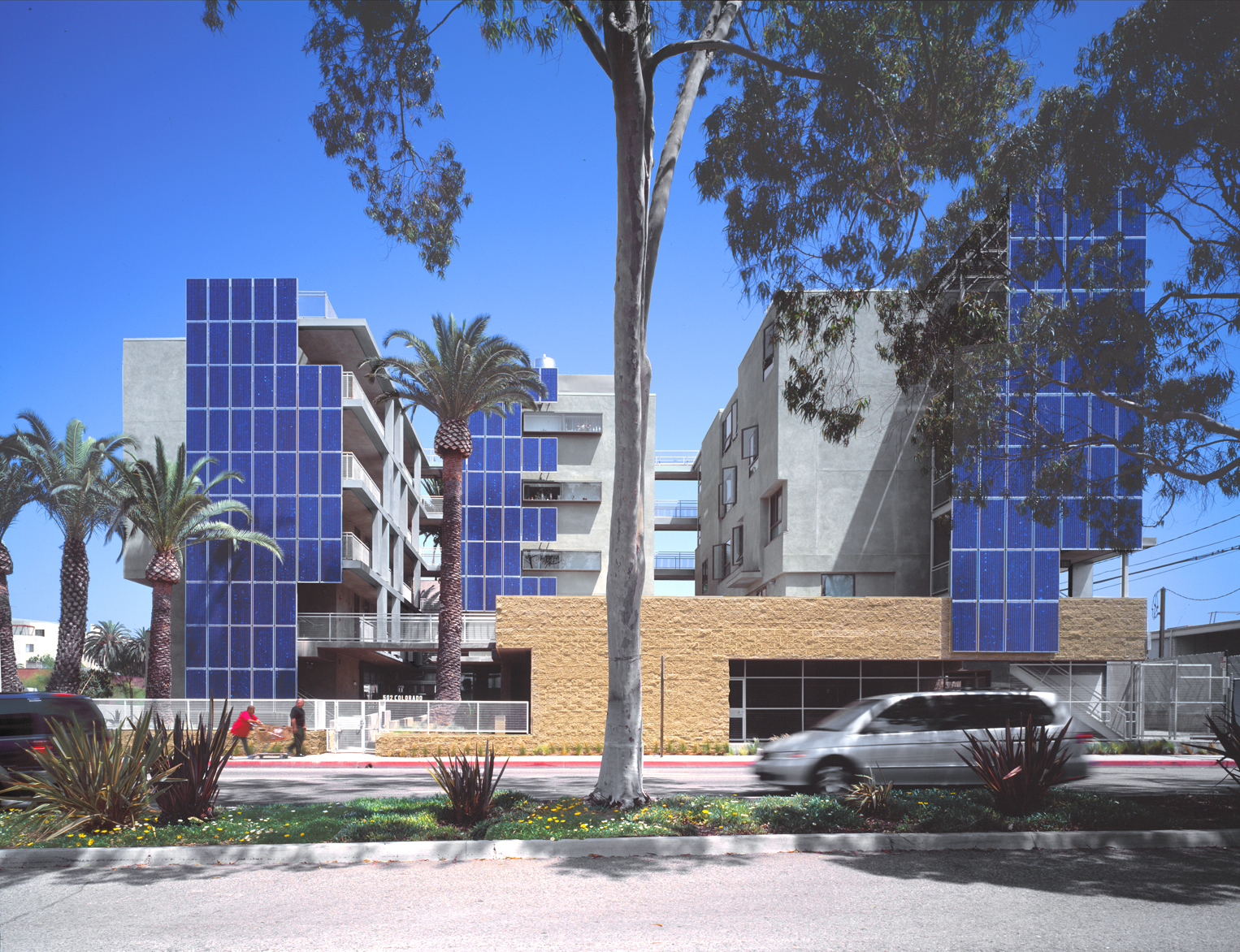
Immeuble respectant les normes LEED, Santa Monica.

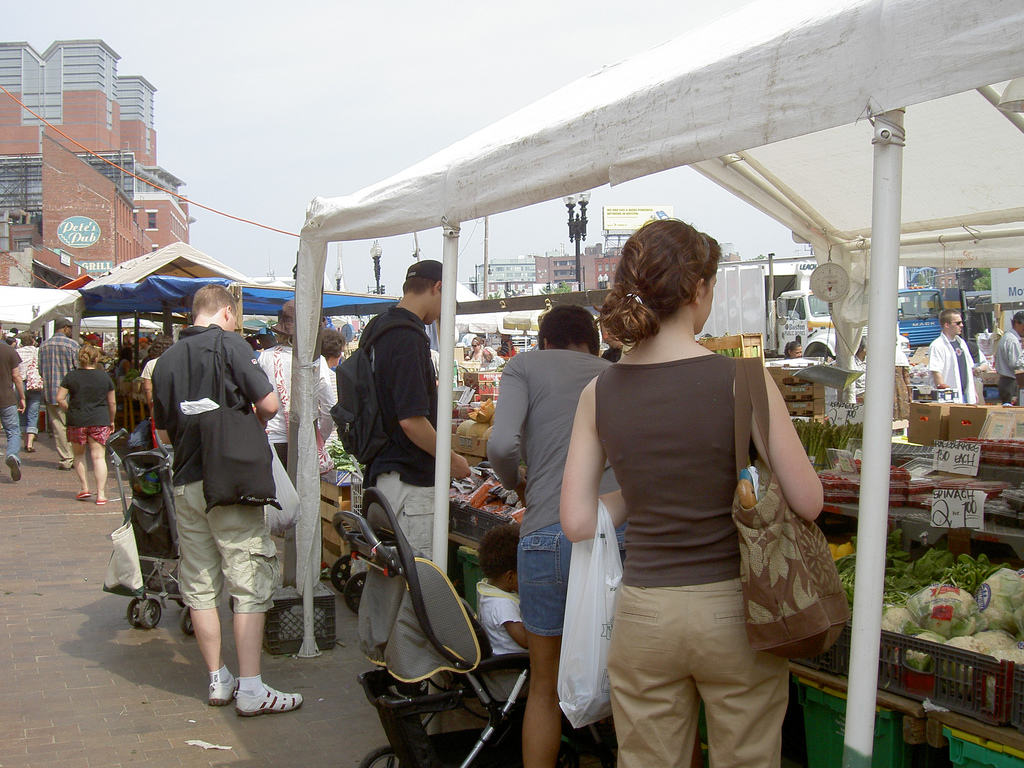
Marché à Cambridge dans le Massachusetts.

Les municipalités américaines sont de longue date des acteurs locaux de la politique environnementale. Ainsi, dans la deuxième moitié du XXe siècle, la cité industrielle de Pittsburgh exigeait des efforts de la part des usines pour réduire la pollution atmosphérique.
Fondé en 2007, le Mayors Climate Protection Center est une institution de l'U.S. Conference of Mayors à laquelle participent de nombreuses municipalités américaines. Il a pour but d'encourager le développement durable dans les villes du pays. L'U.S. Mayors Climate Protection Agreement (« accord des maires des États-Unis sur la protection du climat »), lancé à l'initiative du maire de Seattle, est un accord qui vise à atteindre ou à dépasser les objectifs de réduction de gaz à effet de serre fixé par le protocole de Kyoto. Ils étaient 136 signataires en juin 2005 et 294 en 2006, représentant 49,2 millions d'habitants et quarante-quatre États (sur cinquante). En 2009, plus de 850 maires américains avaient signé l'accord, parmi lesquels figurent les maires de New York, Los Angeles, Chicago, Dallas, Philadelphie, Atlanta, Boston, Détroit, Denver, Washington, Miami, Los Angeles, San Francisco, qui sont les villes les plus peuplées du pays. Il existe en outre des cadres régionaux d'action pour le développement durable comme Green Cities California qui regroupe neuf villes de Californie.
Les grandes villes américaines possèdent une commission chargée de l'environnement (Department of Environmental Protection et Natural Resources Defense Council à New York, The Environmental Affairs Department à Los Angeles, Department of Environment à Chicago ou San Francisco, Office of Sustainability and Environment à Seattle) qui collabore avec les autres institutions municipales et les associations environnementales locales. Chaque municipalité porte ses efforts pour résoudre des problématiques particulières : replanter des arbres à Seattle ; réduire les déperditions de chaleur des immeubles à New York ; lutter contre les gaspillages en eau, les incendies et la pollution atmosphérique à Los Angeles.
Les villes de l'Ouest sont particulièrement réputées pour leurs efforts dans la protection de l'environnement car elles sont confrontées au réchauffement climatique et à la dégradation des ressources naturelles. Ainsi, Portland est la ville la plus verte du pays. Cependant, de plus en plus de municipalités en dehors de cette région s'engagent dans cette voie : c'est le cas des anciennes cités industrielles en reconversion telles que Pittsburgh ou des villes du nord comme Minneapolis.

#### Boulder, ville modèle
La ville de Boulder (100 000 habitants) dans le Colorado est la première du monde à appliquer depuis 2007, une taxe carbone locale. Elle est entourée de 21 500 hectares d'espaces protégés parcourus par 480 kilomètres de pistes cyclables et d'allées vertes. Les scientifiques du Centre national pour la recherche atmosphérique, situé au sud de la ville, ont obtenu avec Al Gore le prix Nobel de la paix pour leur travail au sein du GIEC. Depuis avril 2007, la municipalité de Boulder impose une taxe sur l'électricité provenant des centrales au charbon ; un tiers des déchets urbains sont recyclés. Depuis le 8 septembre 2009, la ville est la première du monde à être entièrement équipée de smart grids. En 1976, Boulder est le lieu de naissance de l'association Eco-cycle pour le tri des déchets.

#### Nouvel urbanisme
De plus en plus de municipalités américaines adoptent les règles du New Urbanism : retour à un habitat dense favorables aux piétons. À Flint, les maisons abandonnées à cause de la crise des subprimes ont été rasées. Pittsburgh, l'ancienne cité de la sidérurgie, s'est reconvertie dans les services et multiplie les murs végétaux, les potagers sur les toits. Plusieurs cités américaines organisent des Green Business Conferences.
La ville de Phoenix s'est donné pour objectif d'atteindre la neutralité carbone.

#### Politique des transports
Dans le cadre de l'U.S. Mayors Climate Protection Agreement, de nombreuses municipalités se sont fixé des objectifs chiffrés de réduction d'émission de GES. Pour cela, de nouvelles politiques des transports sont mises en place. Il s'agit de développer les véhicules électriques, les pistes cyclables et les transports en commun.
À New York, la loi impose l'aménagement de parcs à vélo dans les parcs de stationnement de la ville. Au printemps 2007, le maire Michael Bloomberg a promis une réduction de 30 % des émissions de dioxyde de carbone d'ici à 2030 dans sa ville. Il a décidé de mettre en œuvre une politique de rénovation énergétique des gratte-ciel, de plantation d'un million d'arbres et d'instauration d'un péage pour les véhicules pénétrant dans Manhattan.
Los Angeles possède déjà 215 km de pistes cyclables et  122 km de bandes cyclables.
À Minneapolis, l'utilisation du vélo comme mode de transport a été largement incitée par la construction d'un réseau dense de pistes cyclables et pour l'avenir, la mairie teste un nouveau système de bus fonctionnant à l'énergie hybride. Le réseau de pistes cyclables est constitué de 55 km de routes équipées de pistes et de 90 km de voies uniquement cyclables. Minneapolis est l'une des villes américaines ayant le plus fort taux d'habitants utilisant le vélo (2,63 % de la population). Chaque jour, c'est en moyenne près de 10 000 personnes qui se déplacent à vélo dans la ville.
7 % des habitants de Washington DC pratiquent le covoiturage ; plus de la moitié prennent les transports en commun pour aller travailler et 12,5 % vont travailler à pieds. Depuis juin 2008, les habitants de Washington peuvent utiliser des vélos en libre service (les Smartbikes de Clear Channel Outdoor),. D'après le Bureau du Recensement des États-Unis, 623 000 Américains utilisent un vélo pour aller travailler en 2008, soit une augmentation de 33 % par rapport à 2004,.
Dans le Midwest, la ville de Minneapolis a réalisé d'importants efforts en matière d'environnement, sous l'impulsion de son maire R.T. Rybak : elle est l'une des premières villes des États-Unis à réduire ses émissions de gaz à effet de serre en dessous des seuils prescrits par le protocole de Kyoto. Petit à petit, les feux de signalisation sont dotés de lumières LED et la ville a accru son utilisation de papier recyclé de 95 % en quatre ans, ce qui représente aujourd'hui environ 30 % de l'ensemble du papier utilisé. En dehors de l'agglomération, trois centrales électriques qui fonctionnaient autrefois au charbon ont été converties en centrale à gaz naturel.
Par leur politique environnementale (énergies renouvelables, remplacement des bus et camions polluants, en utilisant des sources de lumières plus économiques), 70 villes américaines ont fait baisser de plus de 23 millions tonnes les émissions de dioxyde de carbone en 2004.

#### Écoconstructions
Les municipalités américaines consacrent une part de plus en plus élevée de leur budget aux écoconstructions (green buildings). Il s'agit d'élaborer des plans de rénovation ou de construction de bâtiments aux normes du LEED : à New York la Local Law 86/2005 met en œuvre cette politique. À Los Angeles, des mesures fiscales encouragent les entreprises et les particuliers à installer des panneaux solaires qui, depuis 1999, représentent une capacité totale de 16 mégawatts. 10 % de l'énergie consommée dans la ville est déjà d'origine renouvelable : l'objectif de la cité des anges est d'atteindre 40 % en 2020. Minneapolis compte huit bâtiments dotés de l'energy Star, label fourni par l'EPA aux édifices respectant certaines normes environnementales.
Chicago est surnommée « Green Roofs City » : les toitures végétales représentent une superficie totale de plus de 418 000 m2. Le maire Richard M. Daley a fait de sa ville la première d'Amérique du Nord en matière de « toits verts » grâce à des incitations fiscales qui ont été mises en place depuis le début des années 2000. Les toitures vertes se développent également dans l'agglomération et l'État de New York qui subventionne ces projets.

#### Plantations d'arbres, développement des parcs et jardins
Dans les villes américaines, les jardins communautaires se multiplient : on en comptait soixante-dix en 2007 à Seattle). À Los Angeles, le programme « Trees for a Green LA » encourage les habitants à planter des arbres pour réduire le smog et améliorer le cadre de vie. Le maire démocrate Antonio Villaraigosa a annoncé qu'il fera planter un million d'arbres dans sa ville et qu'il encouragera les carburants « propres » avant la fin de son mandat. Depuis 1989, 500 000 arbres avaient été plantés à Chicago en 2009.

#### Gestion des ressources en eau
Il s'agit d'une problématique commune à toutes les municipalités américaines, mais qui se pose avec plus d'acuité dans les villes de l'Ouest. Les autorités de Los Angeles font la chasse aux usages prohibés et lancent des campagnes de sensibilisation pour économiser d'eau. Pour faire face à la pénurie d'eau et à la sécheresse, la municipalité de Las Vegas (Nevada) encourage l'abandon des pelouses par les habitants au profit de jardins plantés de cactus. Elle lutte contre le gaspillage de l'eau : en 2008, les particuliers négligents risquent une amende pouvant aller jusqu'à 5 000 dollars pour les fuites d'eau.

#### Gestion des déchets et tri sélectif
Les villes de l'ouest possèdent les plus forts taux de recyclage des États-Unis : par exemple, il est de 65 % à Los Angeles. La municipalité de San Francisco a interdit les sacs plastiques ; 69 % des déchets y sont recyclés,. Portland (Oregon) est la plus en pointe du monde dans le recyclage des déchets.

#### Efficacité énergétique
En février 2009, le maire de Los Angeles a annoncé que la municipalité remplacera 140 000 ampoules des lampadaires et feux de signalisation par des diodes électroluminescentes.
Le secrétaire à l'Énergie Steven Chu a annoncé son intention de développer les Smart Grids (réseau de distribution d'électricité). Austin (Texas) et Boulder (Colorado) ont déjà mis en place ces réseaux intelligents.

## Construction écologique
Un label national appelé LEED est attribué aux bâtiments verts. Le plus haut degré de ce classement est appelé LEED Platinumet impose des règles très strictes de respect de l'environnement.